# Zsolnay Kulturális Negyed
A Zsolnay Kulturális Negyed (ZSKN) a Pécs2010 Európa Kulturális Fővárosa projekt legnagyobb beruházása volt, mely a Zsolnay porcelángyár területének nagy részén épült ki két év alatt a Dunántúl legnagyobb településén, Pécsen. A több mint 11 milliárd forintos beruházásnak köszönhetően új életre kelt a Zsolnay-gyár öt hektáros területe. A Közép-Európa egyik legnagyobb gyárépület-együttes rehabilitációja során megvalósuló kulturális negyed tartalmilag négy részre tagolódik. A Míves negyed legfontosabb elemei a Zsolnay családdal és történettel kapcsolatos kiállítás, Winkler Barnabás egyedülálló Rózsaszín Zsolnay kiállítása, valamint a Sikorski-házban kiállított Gyugyi-gyűjtemény. Ezekhez kapcsolódik a felújított Zsolnay-mauzóleum, az Alkotó- és Inkubátorház, valamint a Kézműves boltok utcája. Az Alkotó negyed ad helyet kulturális intézményeknek, vendéglátóhelyeknek és fesztiváloknak. A Gyermek és Családi negyed központi elemei a Planetárium, a Pécsi Galéria komoly nemzetközi vendégtárlatokat is fogadni képes új épülete, valamint a megújult Bóbita Bábszínház, míg az Egyetemi negyedben a Pécsi Tudományegyetem több kara (pl. Művészeti Kar) és újonnan alakult tanszéke kapott helyet.

## Elhelyezkedése
A Zsolnay negyed öt hektáros területe Pécs központi részétől keletre található a Budai illetve a Balokány városrészekben. A kulturális negyeden belül a Míves negyed északkeleten, Az alkotónegyed délnyugaton, a Gyermek és családi negyed északnyugaton, az Egyetemi negyed pedig délkeleten fekszik. A negyed északi és déli területét a Zsolnay Vilmos út felett átívelő gyalogos híd köti össze. A Zsolnay-mauzóleum a negyed többi részétől északkeletre található.

## Története
A hatalmas szabású projekt kivitelezése 2009 novemberében kezdődött. Ennek részeként a korábban még a terület jelentős részét használó Zsolnay porcelánmanufaktúrát átköltöztették a negyed keleti részébe. A megüresedett épületeket átépítették, felújították, a rossz állapotúakat lebontották, emellett megszépült a gyár értékes növényeket rejtő, műemlék szobrokkal, vázákkal díszített parkja is.

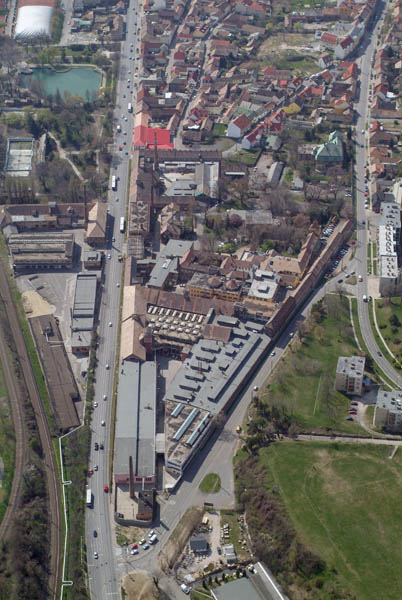
Zsolnay Kulturális Negyed látképe madártávlatból

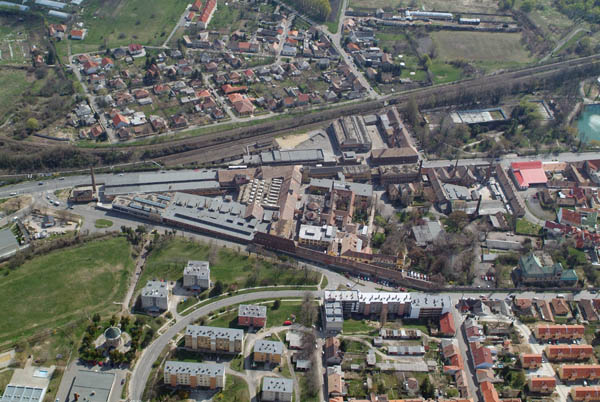
Zsolnay Kulturális Negyed légi felvételen

A tervezésre kiírt nyílt, nemzetközi tervpályázatot az MCXVI Építészműterem nyerte meg, Csaba Katalin, Herczeg László és Pintér Tamás János felelős tervezők vezetésével.
A kulturális negyedet teljes egészében 2011 decemberében adták át. A felújítást 2013-ban ICOMOS-díjjal ismerték el.

## Kulturális programok
A negyed hivatalos bemutatkozója a nagyközönség számára az I. Zsolnay fesztivál volt, amelynek első napja 2012. április 27-én volt. A negyed öt napon át biztosított fesztiválhelyszínt mintegy hatvan produkció és közel ötszáz előadó részére. A fesztivál költségvetése 50 millió forint volt. Az ünnepélyes megnyitón színes füstök szálltak fel a több évtized óta nem működő gyárkéményekből. A hazai és külföldi hírességeket felvonultató rendezvényen több ezer ember vett részt.
A negyed a sikeres fesztivál után egy szintetikus anyagú korcsolyapályával hívta fel magára a figyelmet. A Pirogránit udvaron polimer panelekből felállított 130 fős korcsolyapálya 2013. január és március közepe között működött.
A második Zsolnay fesztivál több mint 140 programjára, komoly- és könnyű zenei koncertjeire, színházi előadásaira, irodalmi eseményeire és gyerekprogramjaira közel tízezer ember látogatott el.
2014-ben a Pécsi Egyetemi Napokat (PEN) a Zsolnay fesztivállal összeolvadva (III. Zsolnay fesztivál) tartották május 1. és 3. között. A 23 helyszínen 110 rendezvényt tartottak, amelyekre rekordszámú érdeklődő látogatott el. A közönség 70 százaléka Pécsről és környékéről érkezett. A Pécsi Tudományegyetem diákjai egy teherautónyi élelmiszert gyűjtöttek a Vöröskereszt számára.

## Közlekedés
2019 nyarán a PécsiKe kerékpármegosztó rendszer dokkolóállomást létesített itt.

## A negyed bemutatása
A kulturális negyed tartalmilag négy részre tagolódik.

### Míves negyed
A Míves negyedben található a Zsolnay családdal és történetével kapcsolatos kiállítás, Winkler Barnabás egyedülálló Rózsaszín Zsolnay kiállítása, valamint a Sikorski-házban kiállított Gyugyi-gyűjtemény. Ezekhez kapcsolódik a Zsolnay-mauzóleum, amelyhez egy látogatói sétaúton keresztül lehet eljutni. A mauzóleum tulajdonképpen a negyed összefüggő területén kívülre esik. A gyár jelenlegi termékeit egy mintabolt mutatja be, amelyhez tartozik egy kávézó is. Az épületegyüttesben ezen kívül helyet kapott egy rendezvényterem, egy étterem, egy bortrezor, valamint ide került az Inkubátorház is.
A Míves negyedben lévő képző- és iparművészek, kézművesek üzletei a Kéz-művész utca mentén helyezkednek el.

### Alkotó negyed
Az Alkotó Negyed központi épületegyüttese a volt pirogránit üzem. Ebben kapott helyet a Pécsi Ifjúsági Központ Ifjúsági Háza rendezvényterekkel és kapcsolódó vendéglátóhelyekkel. A negyed főtere a Pirogránit tér, amelynek egyik dísze a "cifra kémény". Ezen a téren állítottak fel 2013 januárjában polimer panelekből egy korcsolyapályát. A Zsolnay fesztiválok idején illetve egyéb rendezvényekhez ideiglenes színpadot szoktak állítani a Pirogránit téren.

### Gyermek és családi negyed
A gyermek és családi negyedben található az interaktív tudományos-technikai kiállítás, a Planetárium, valamint a Pécsi Galéria. A negyed északnyugati részén található az úgynevezett "Zöld Ház", amely a Bóbita Bábszínház és bábmúzeum épülete. Az épületek között kialakítottak egy szabadtéri színpadot és egyéb játszótereket és sportpályákat.

### Egyetemi negyed
Az Egyetemi Negyedben a Pécsi Tudományegyetem Művészeti Kara, a Bölcsészettudományi Kar Kommunikációs és Médiatudományi Tanszéke és a Szociológia Tanszék kapott helyet. Az egyetemi oktatáshoz szükséges termek, műhelyek, illetve menza mellett itt található a Janus Egyetemi Színpad is.

## Képgaléria

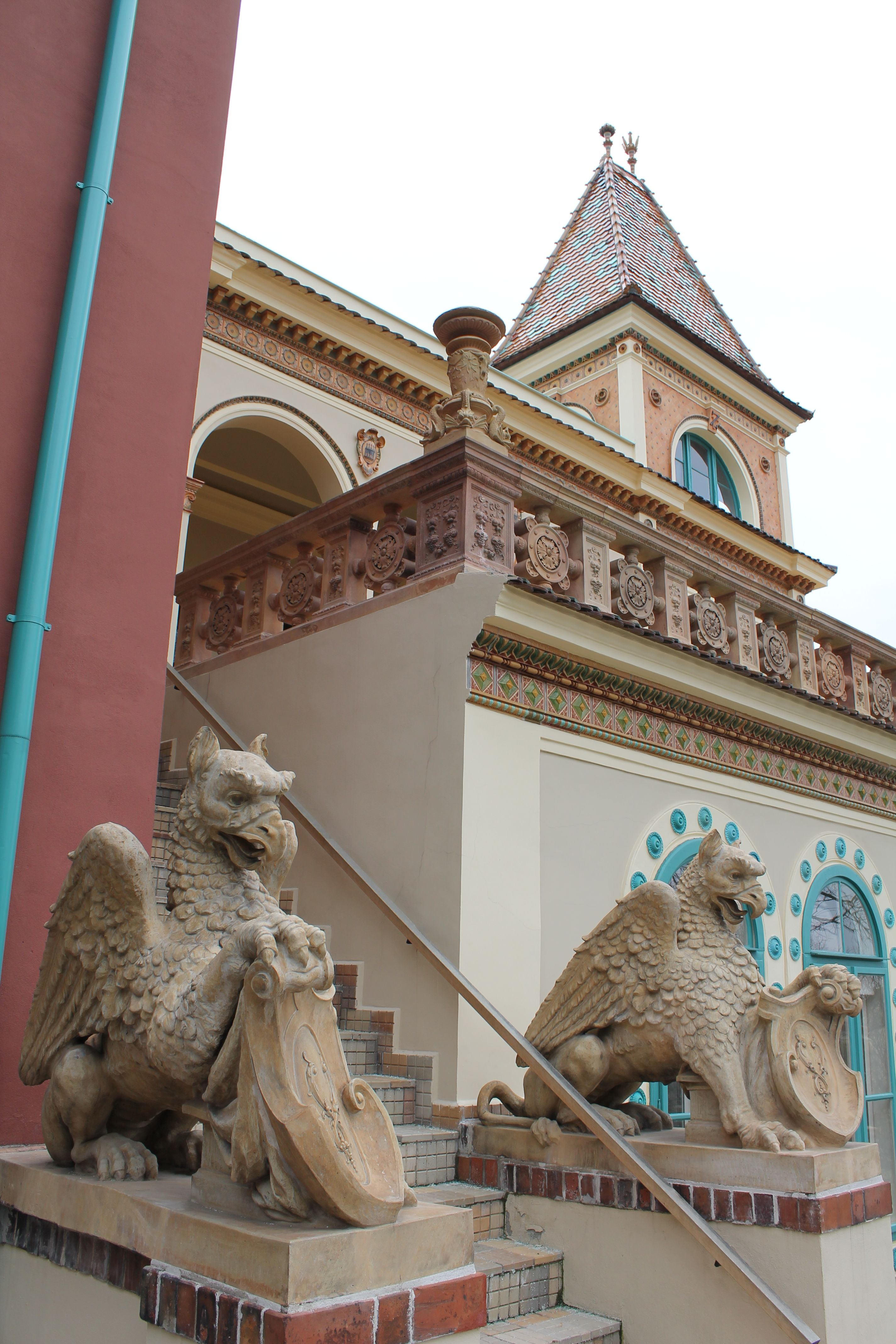
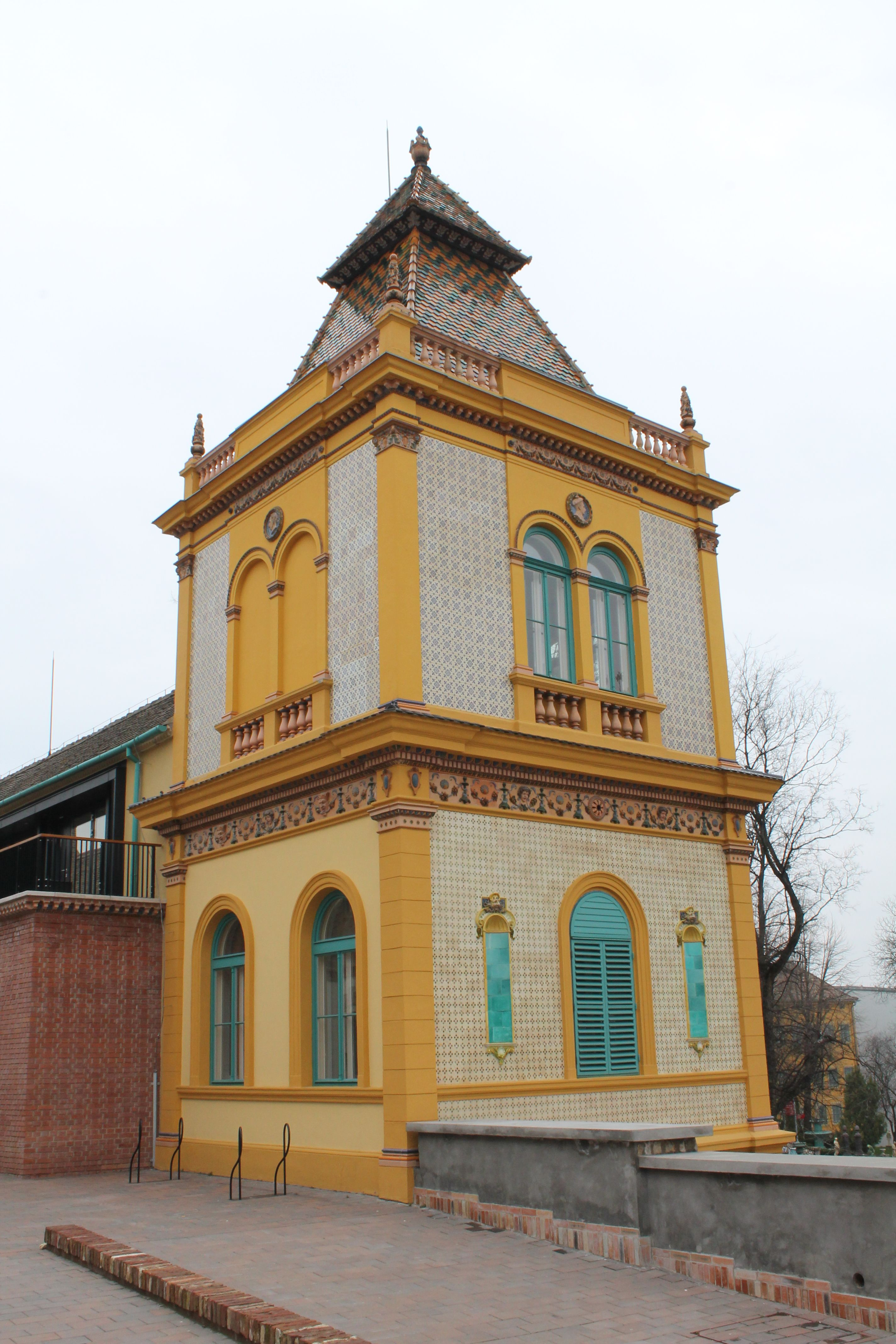
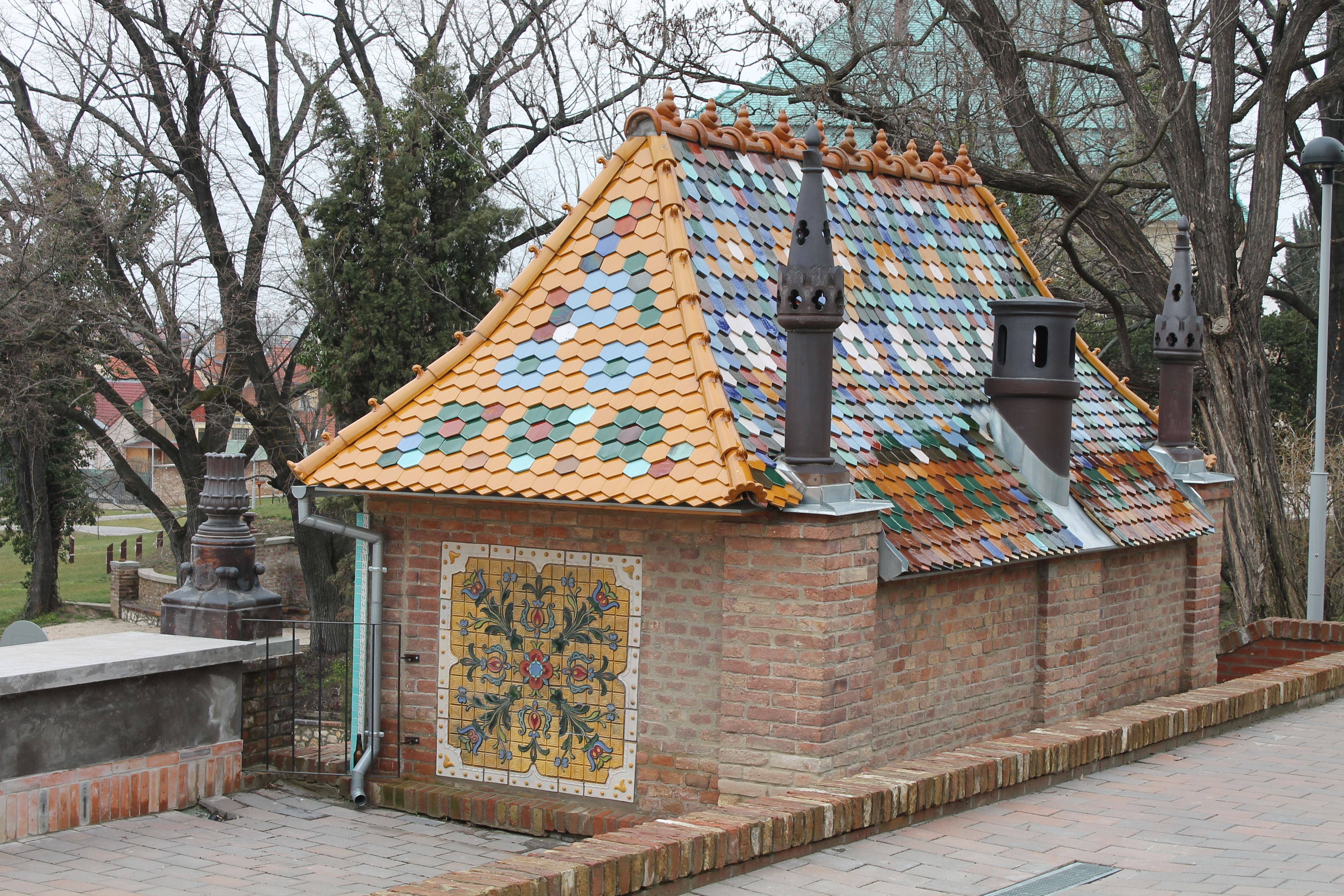
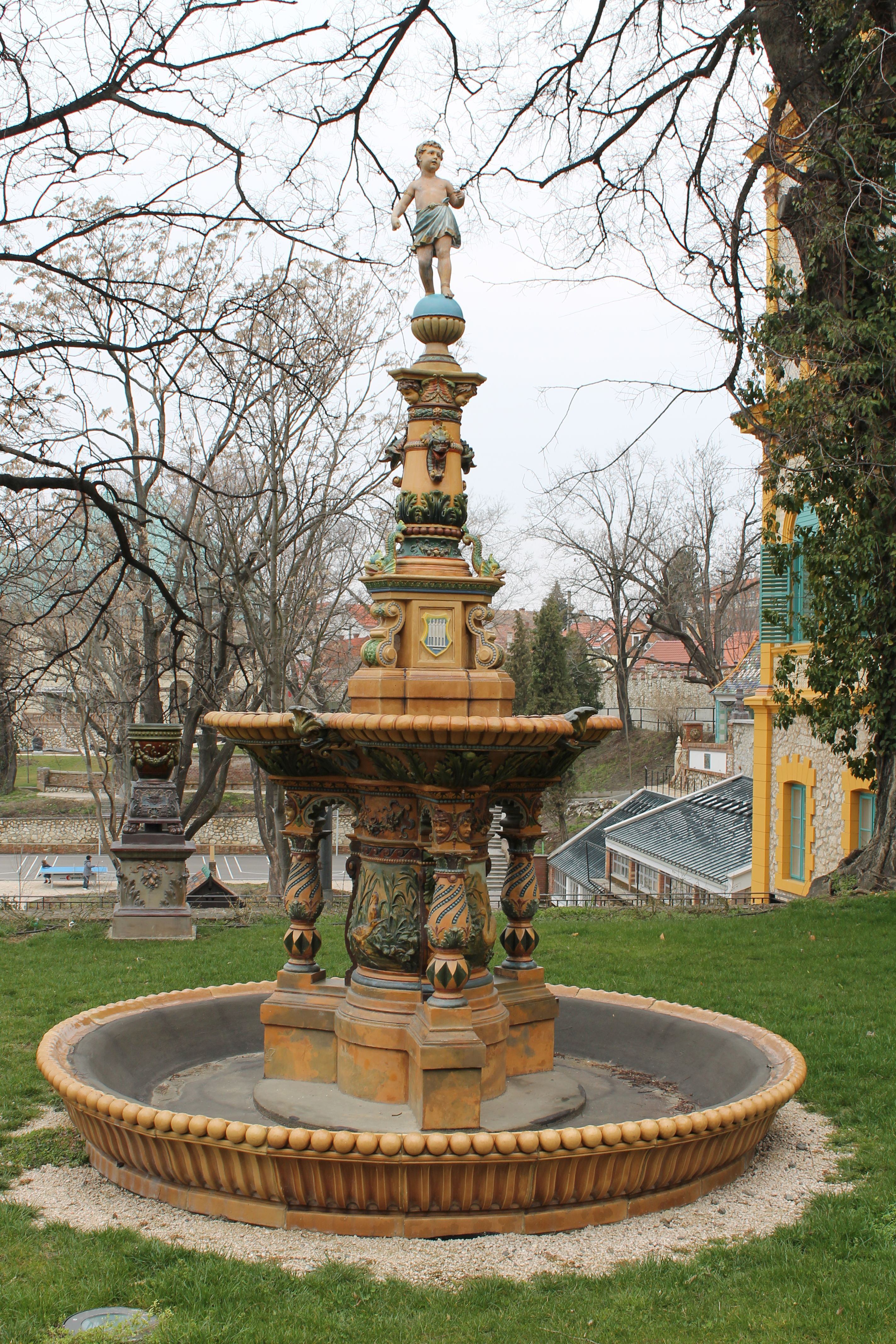
Herkules kút.
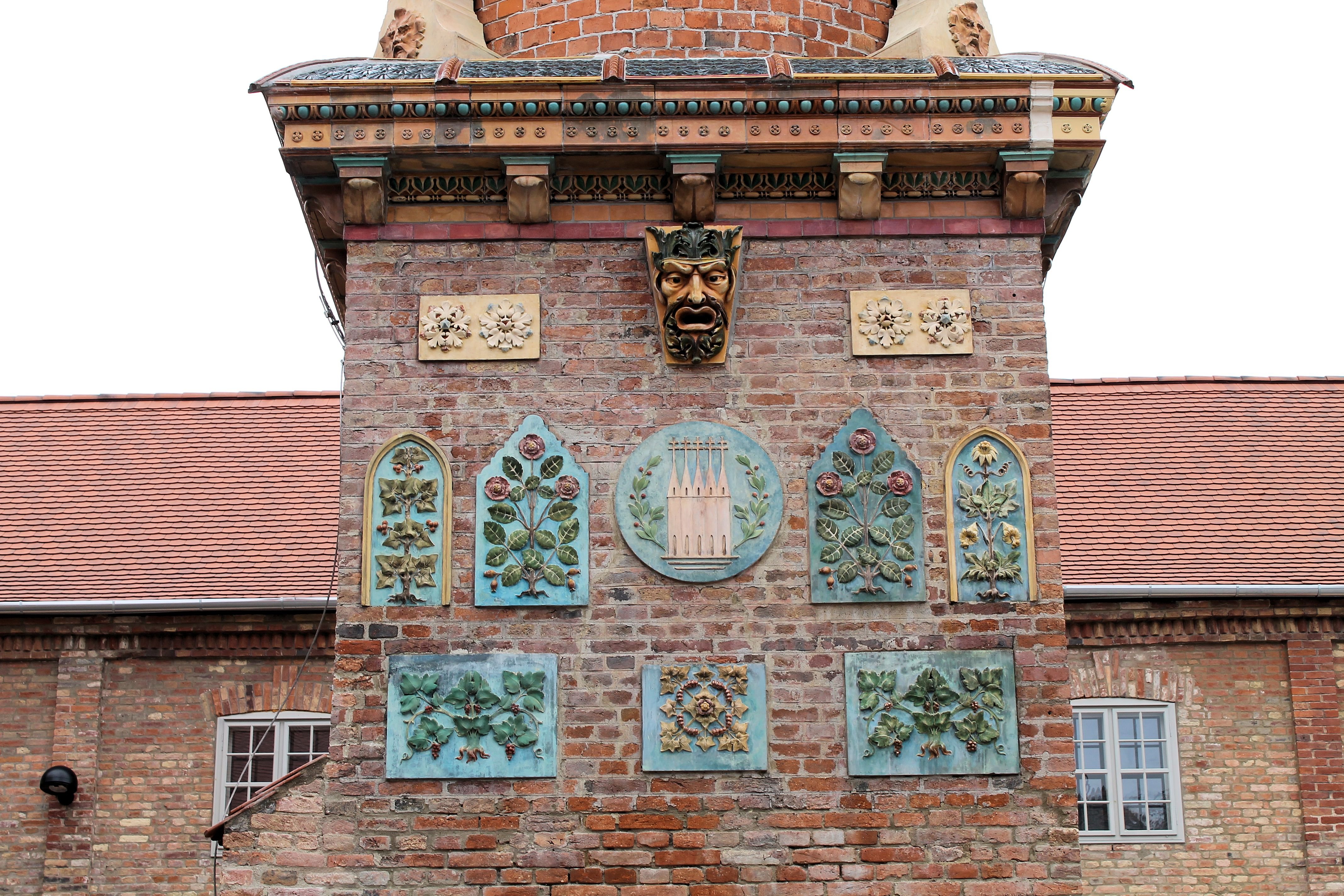
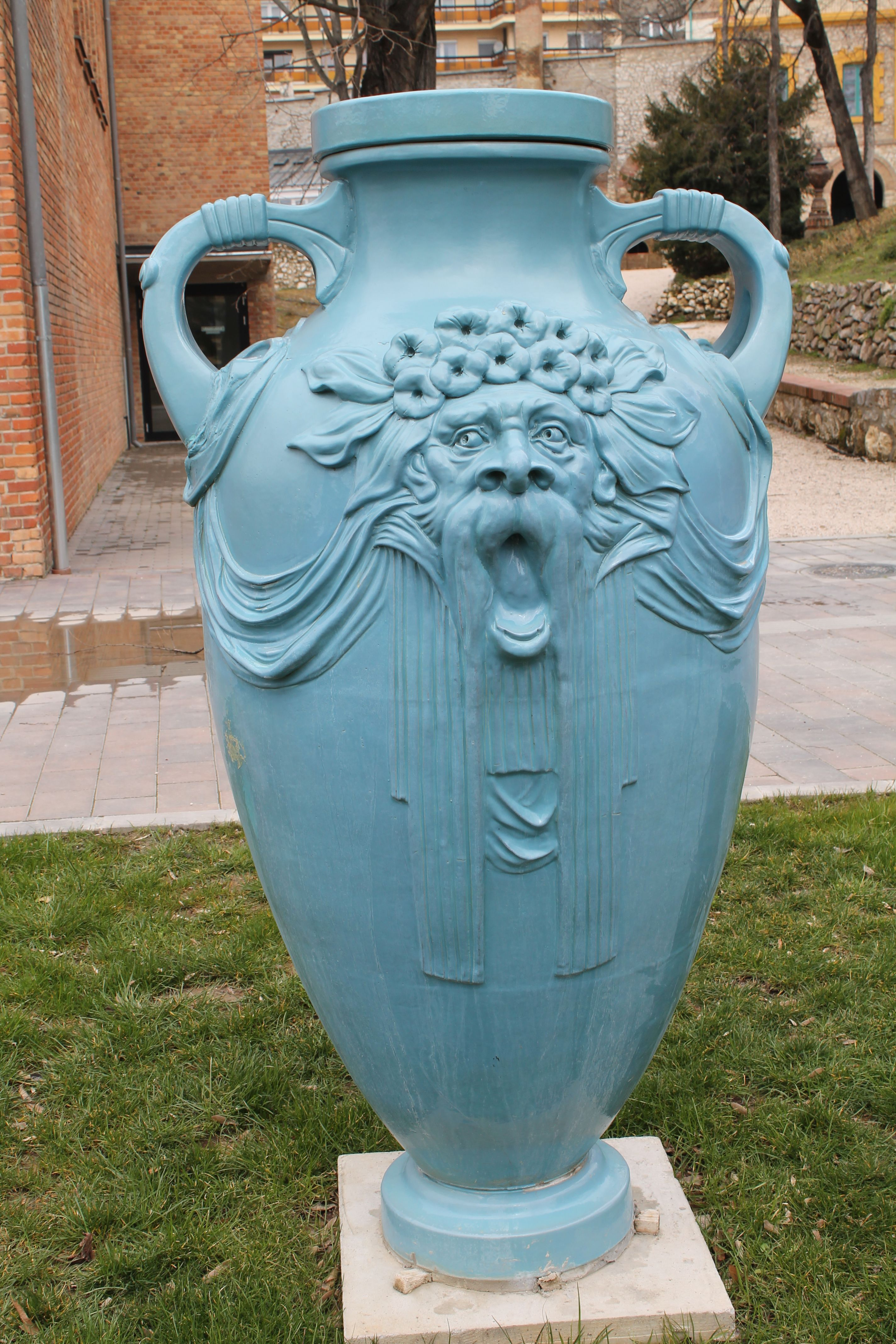
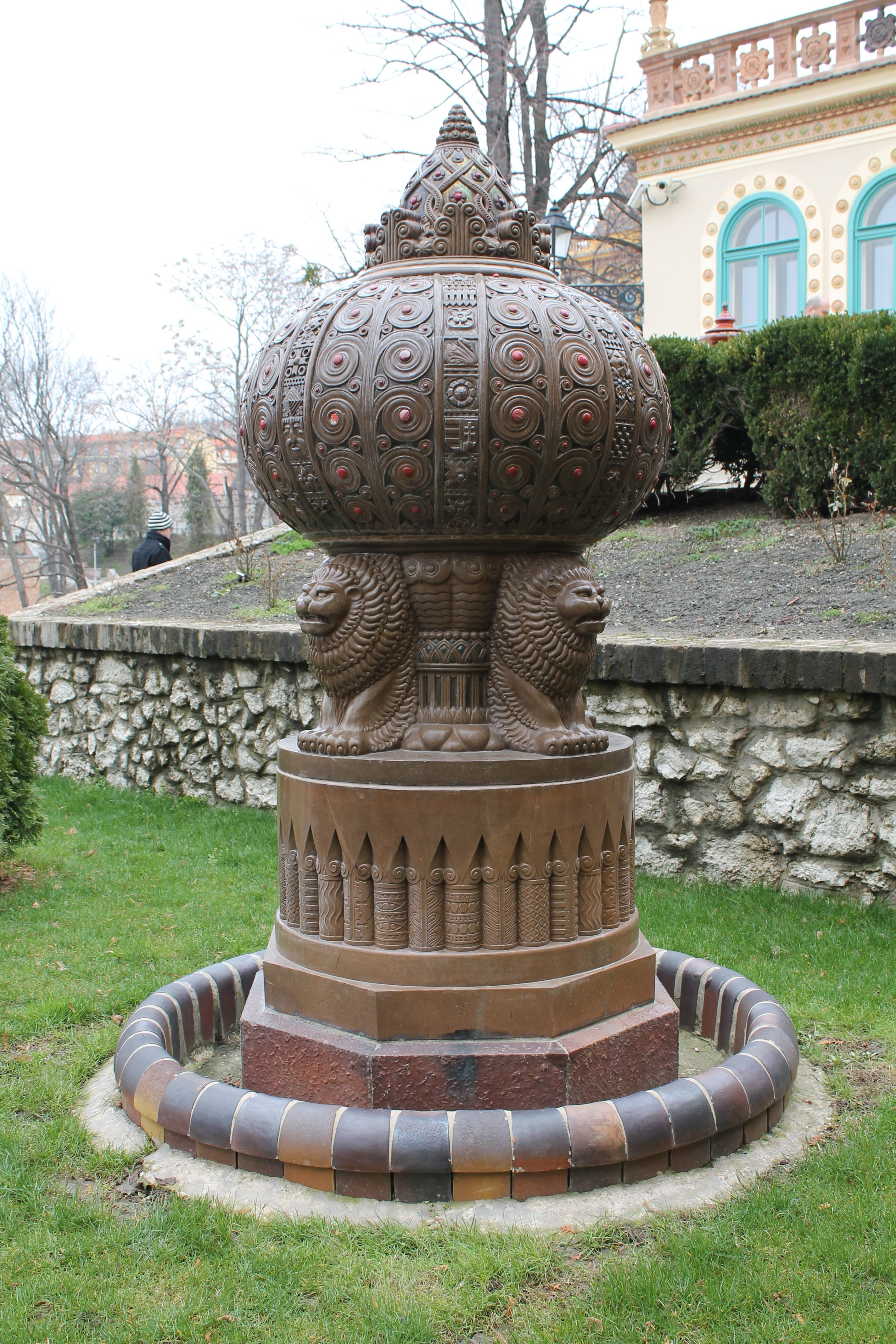
Világalma.
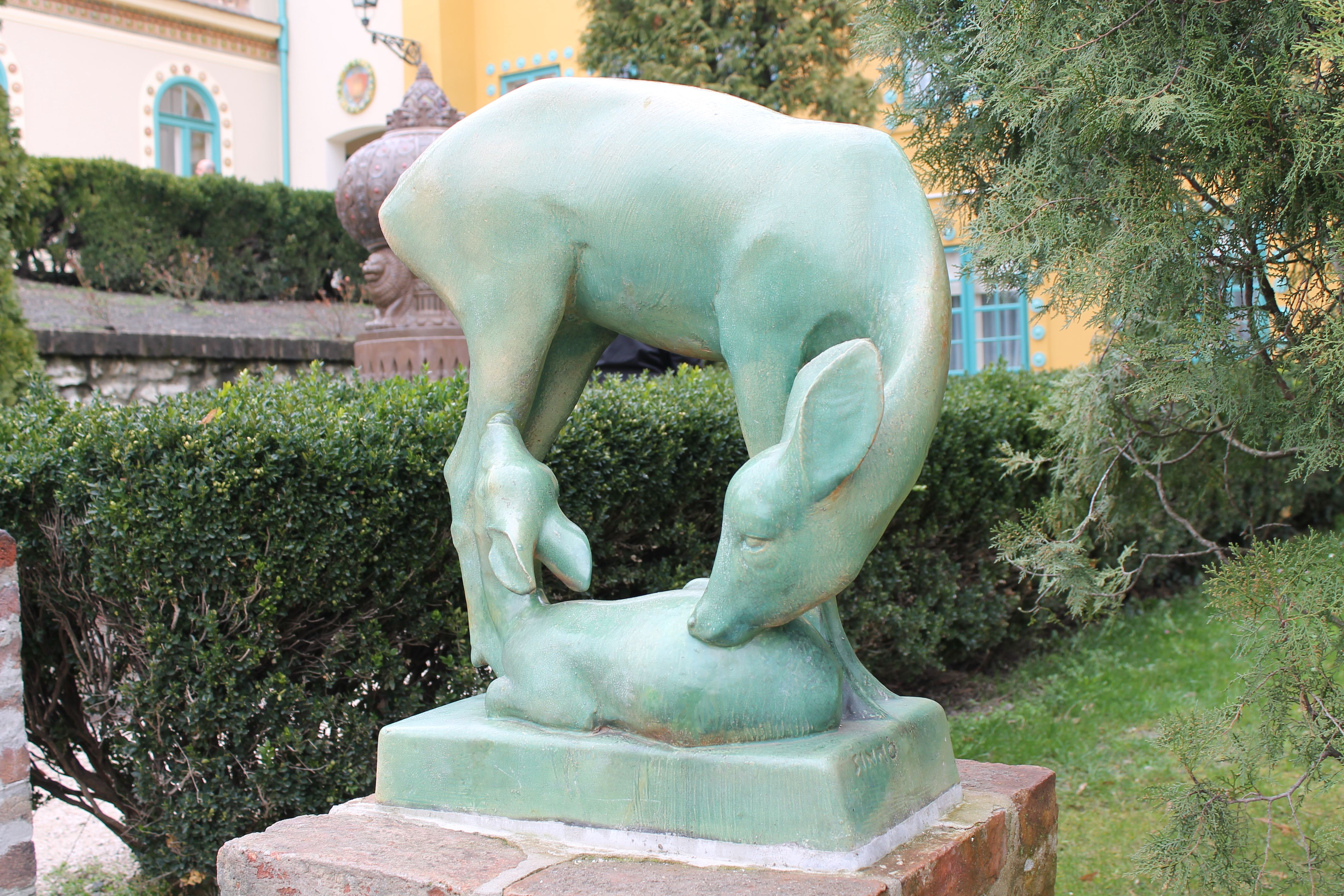
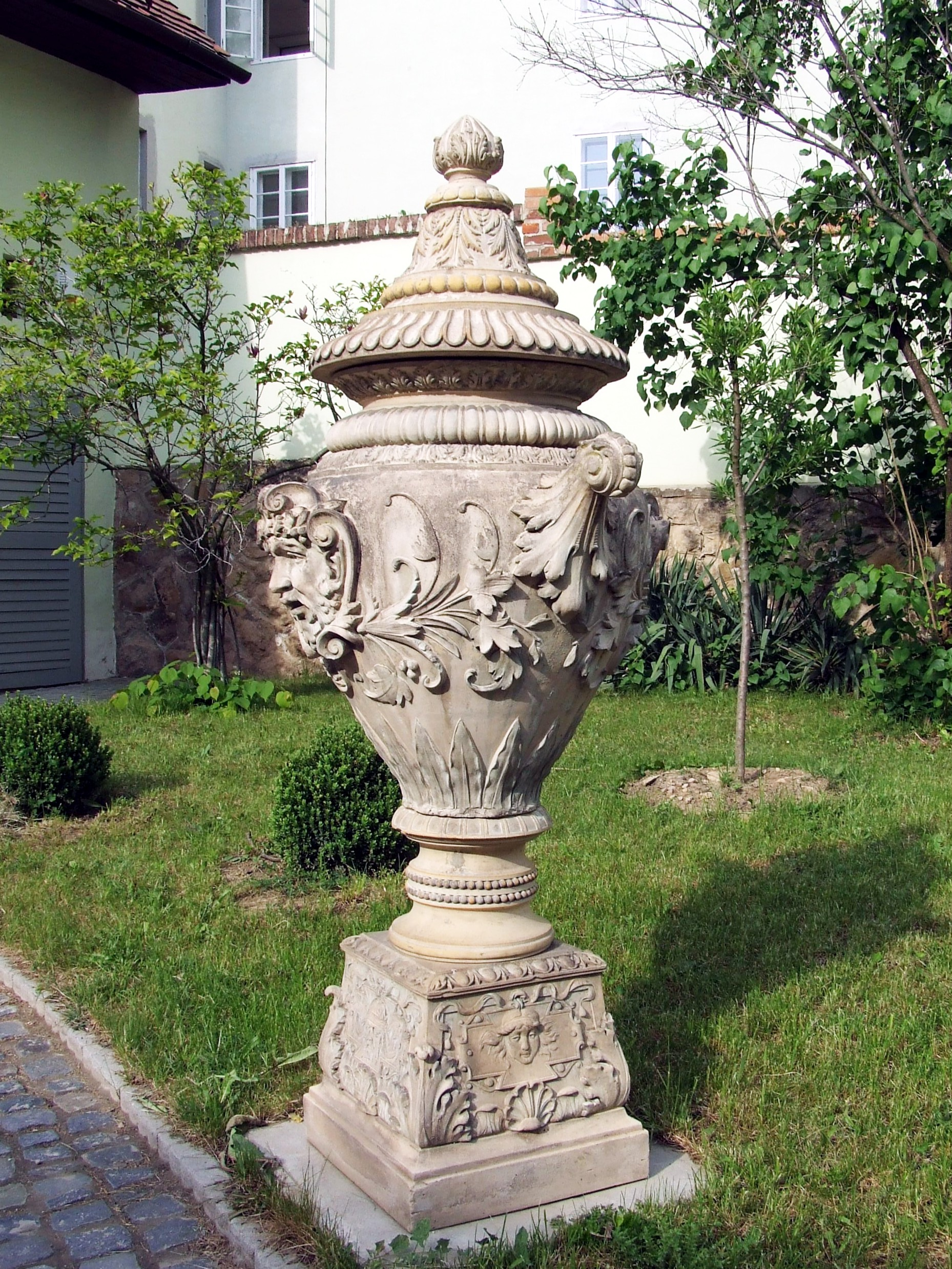
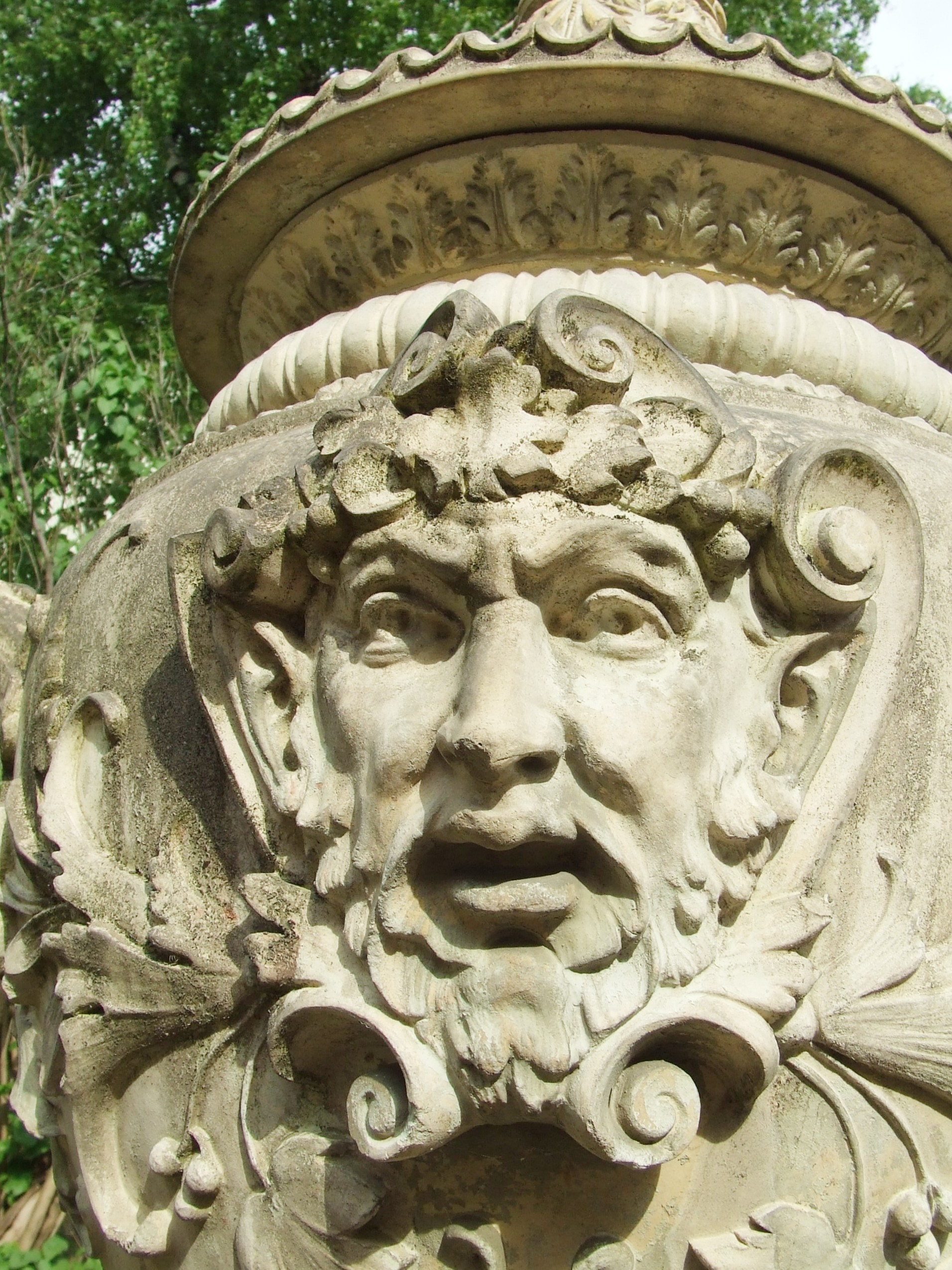
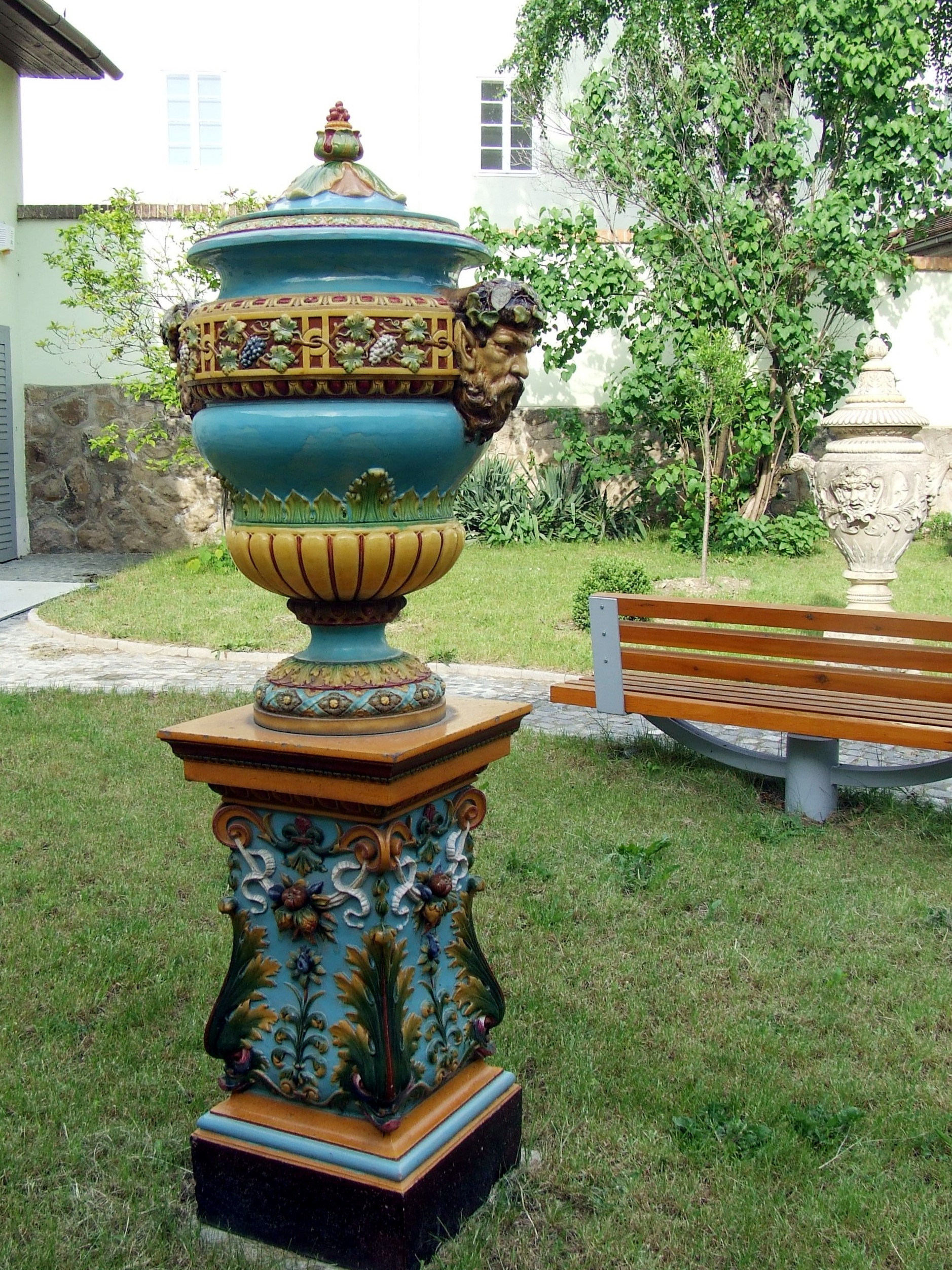
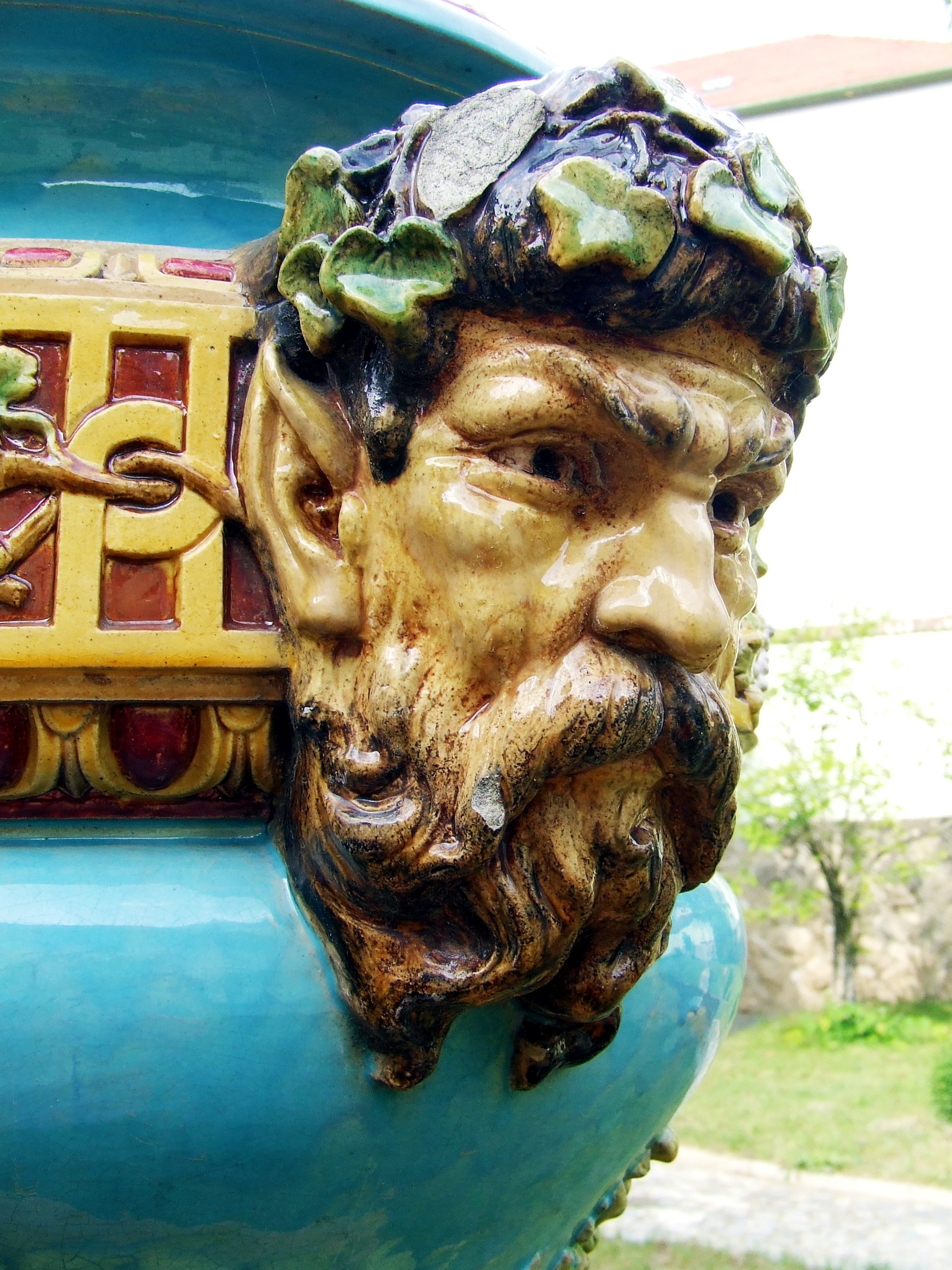
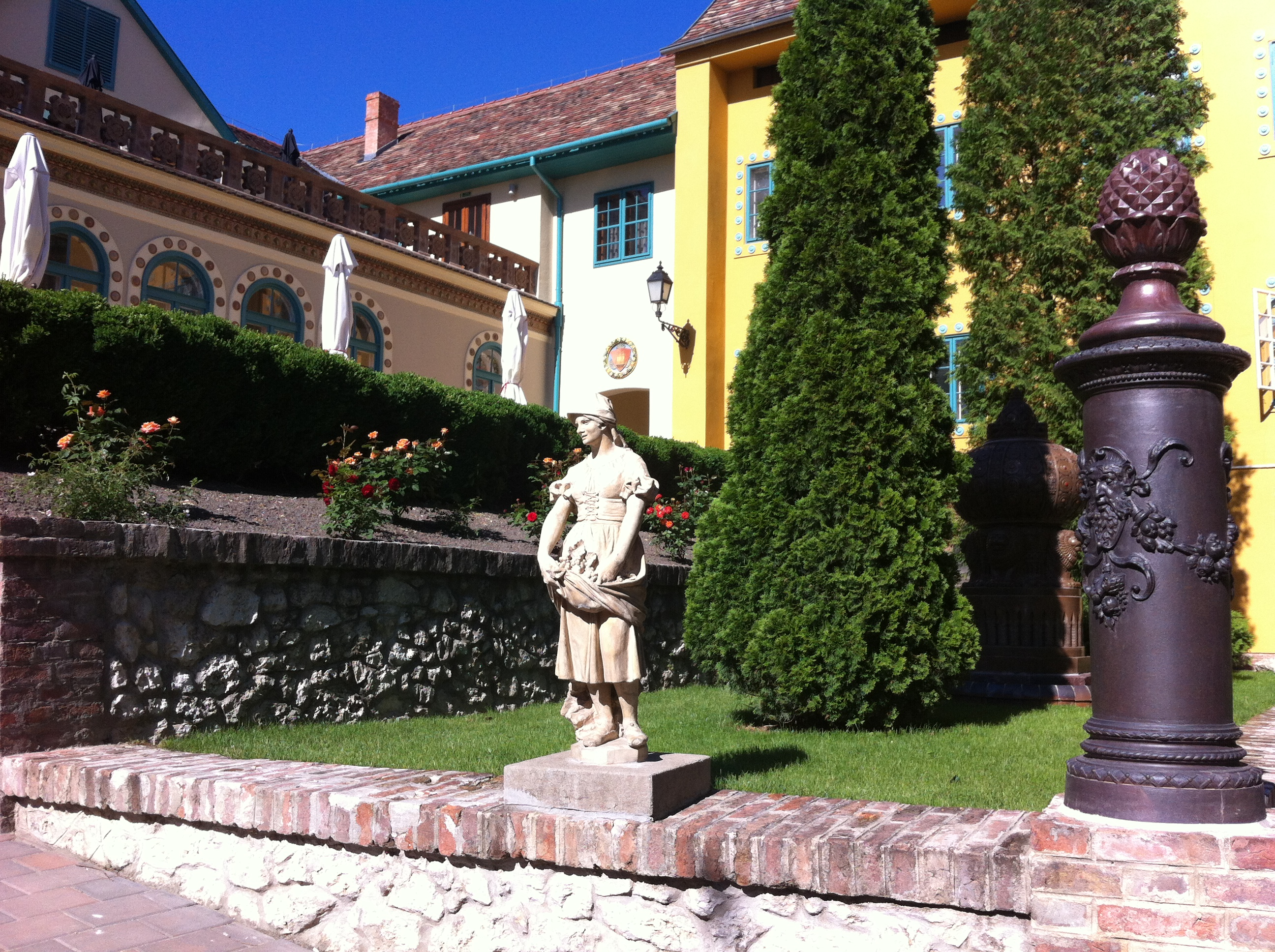
Épület és szobrok a negyedben
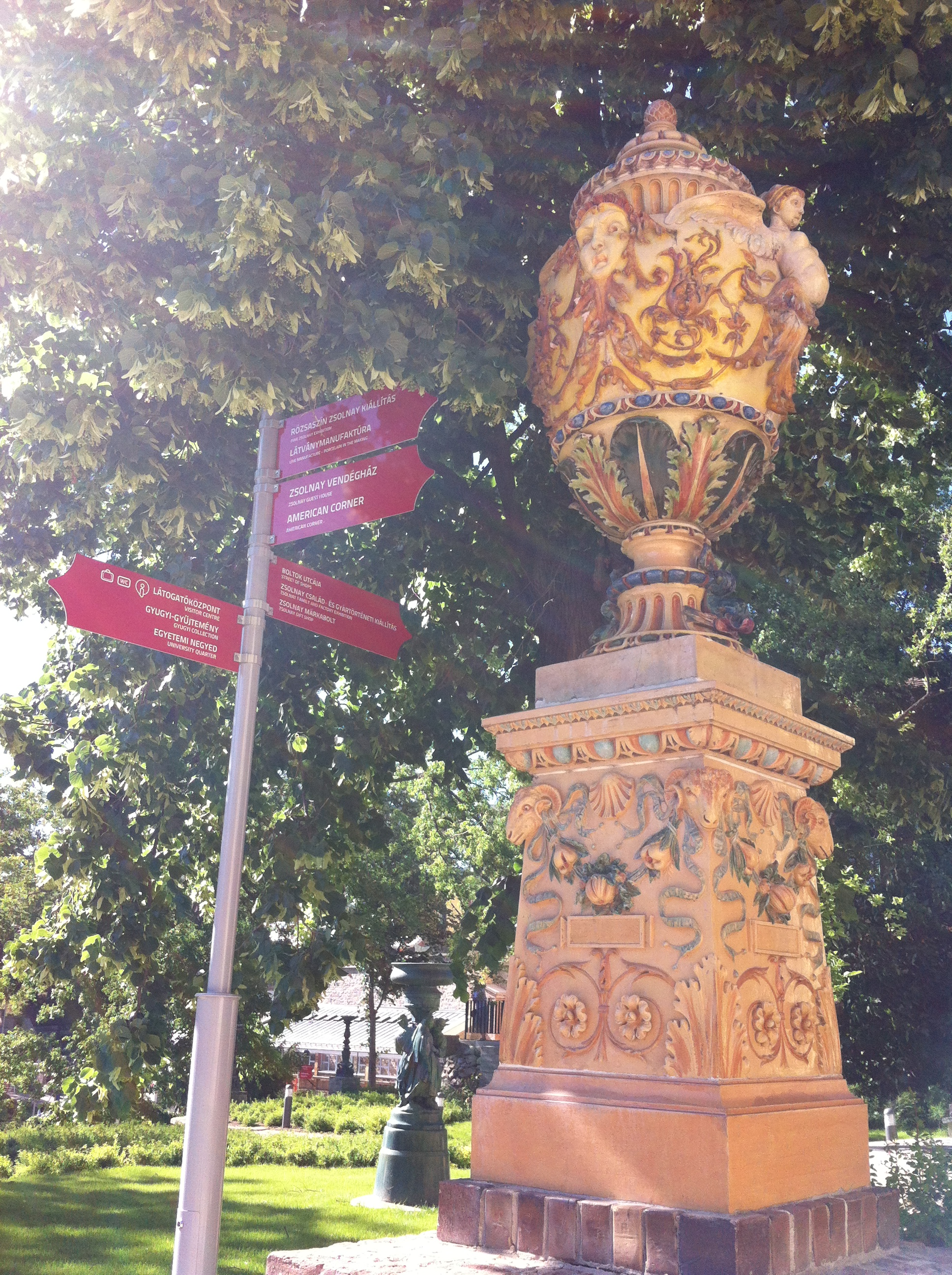
Kerámiadísz és turistainformációs tábla
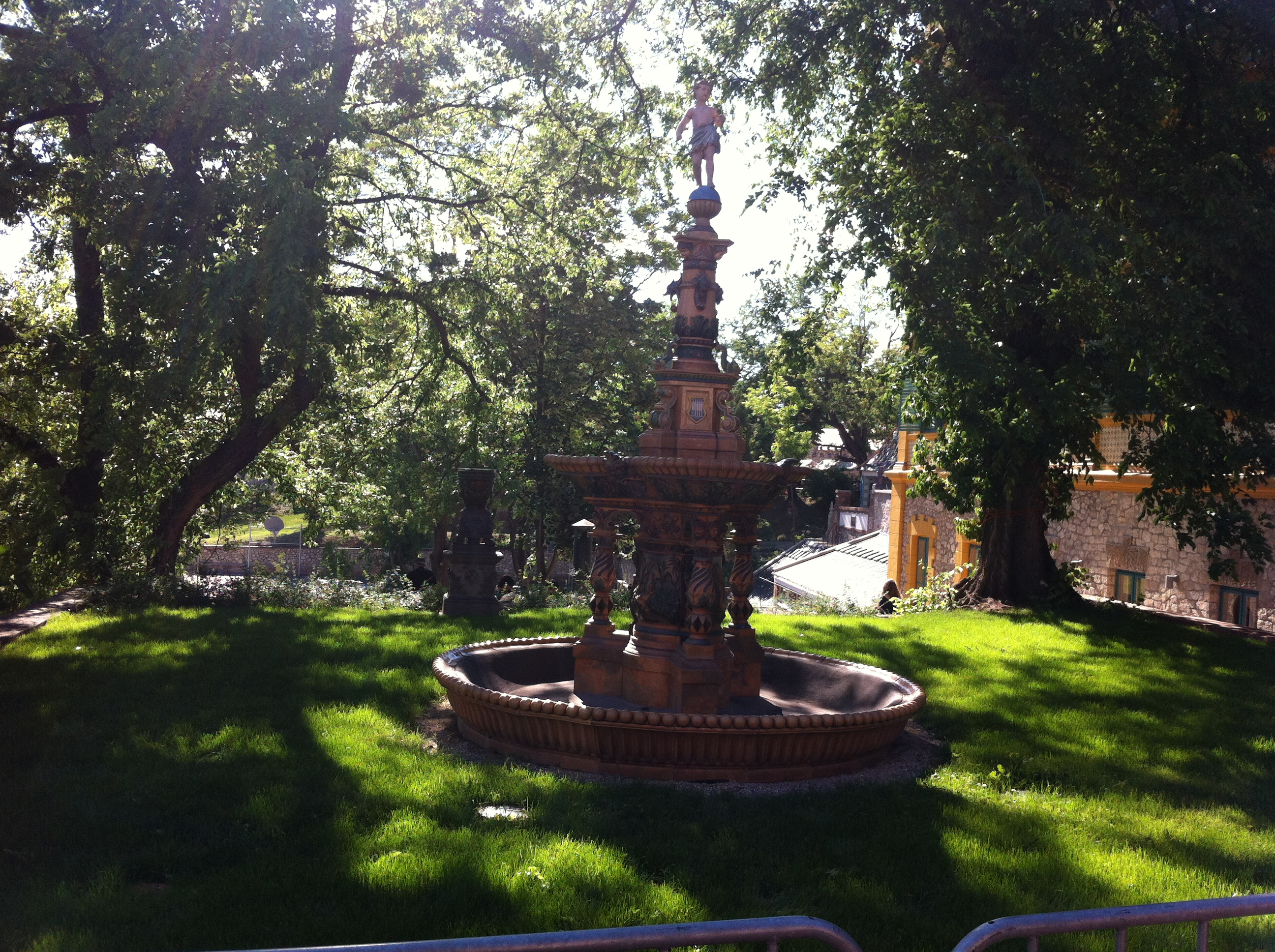
Kerámia szökőkút
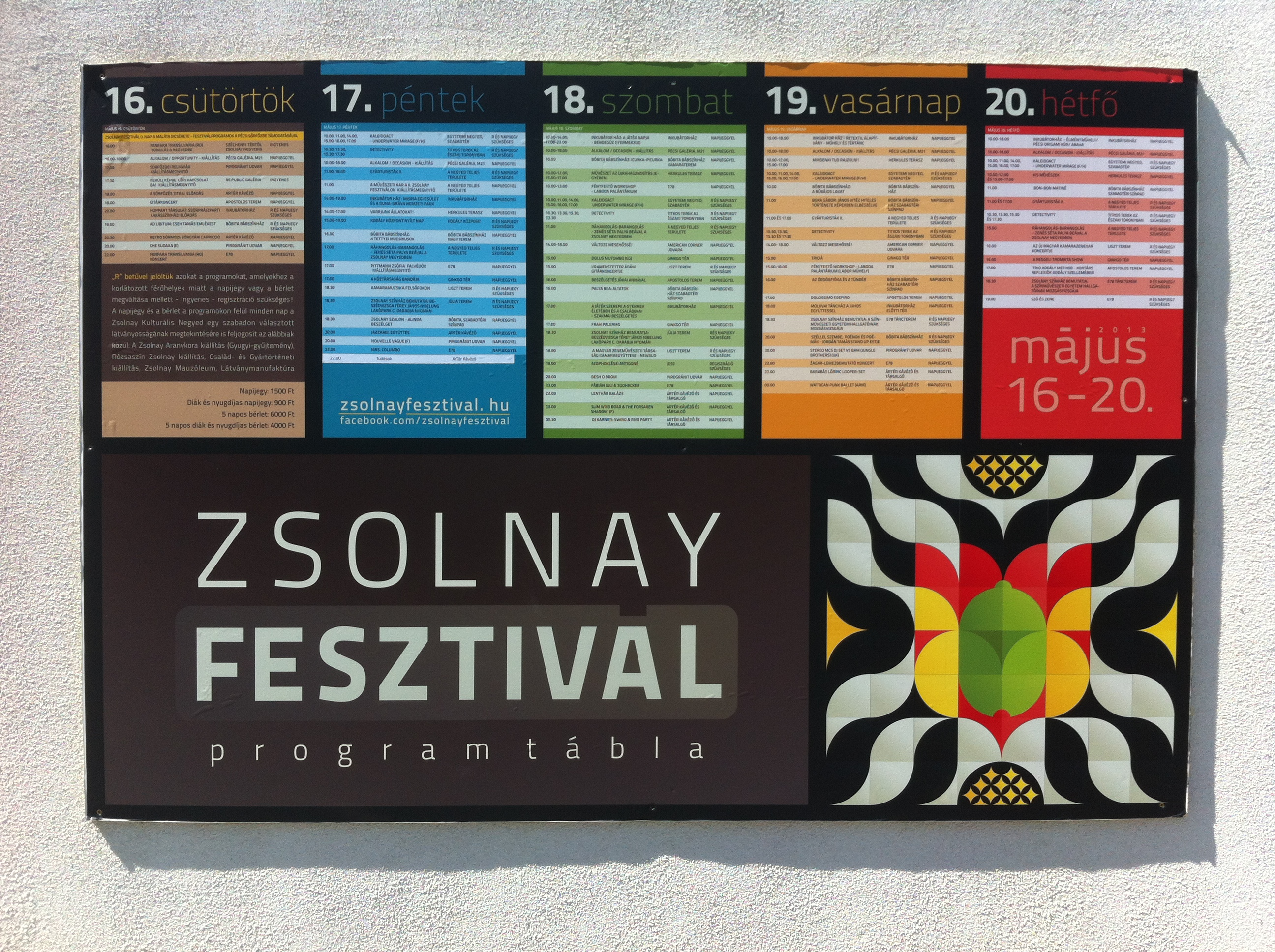
A 2013-as Zsolnay Fesztivál programplakátja
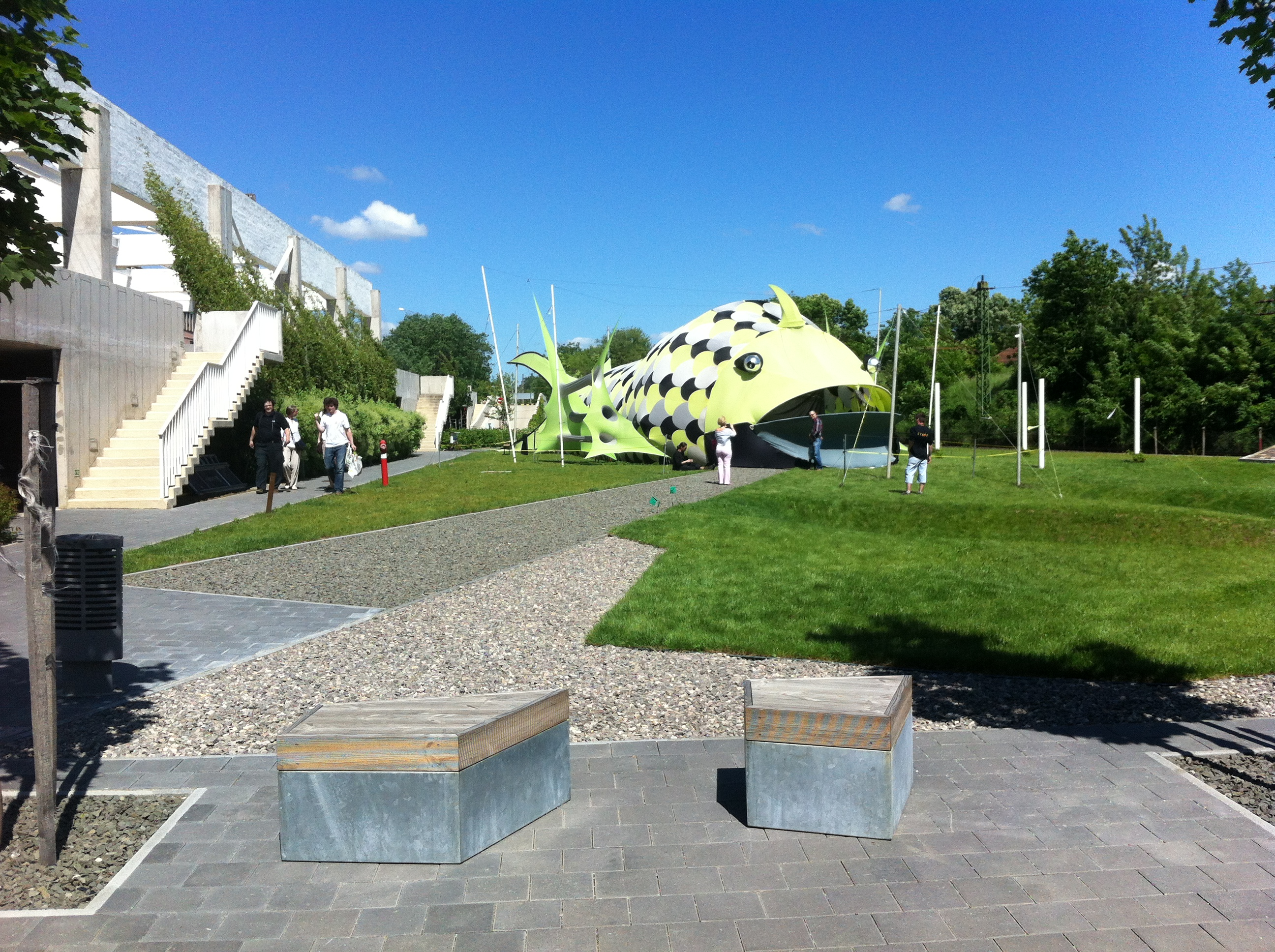
Hal kaleidoszkóp a II. Zsolnay fesztiválon
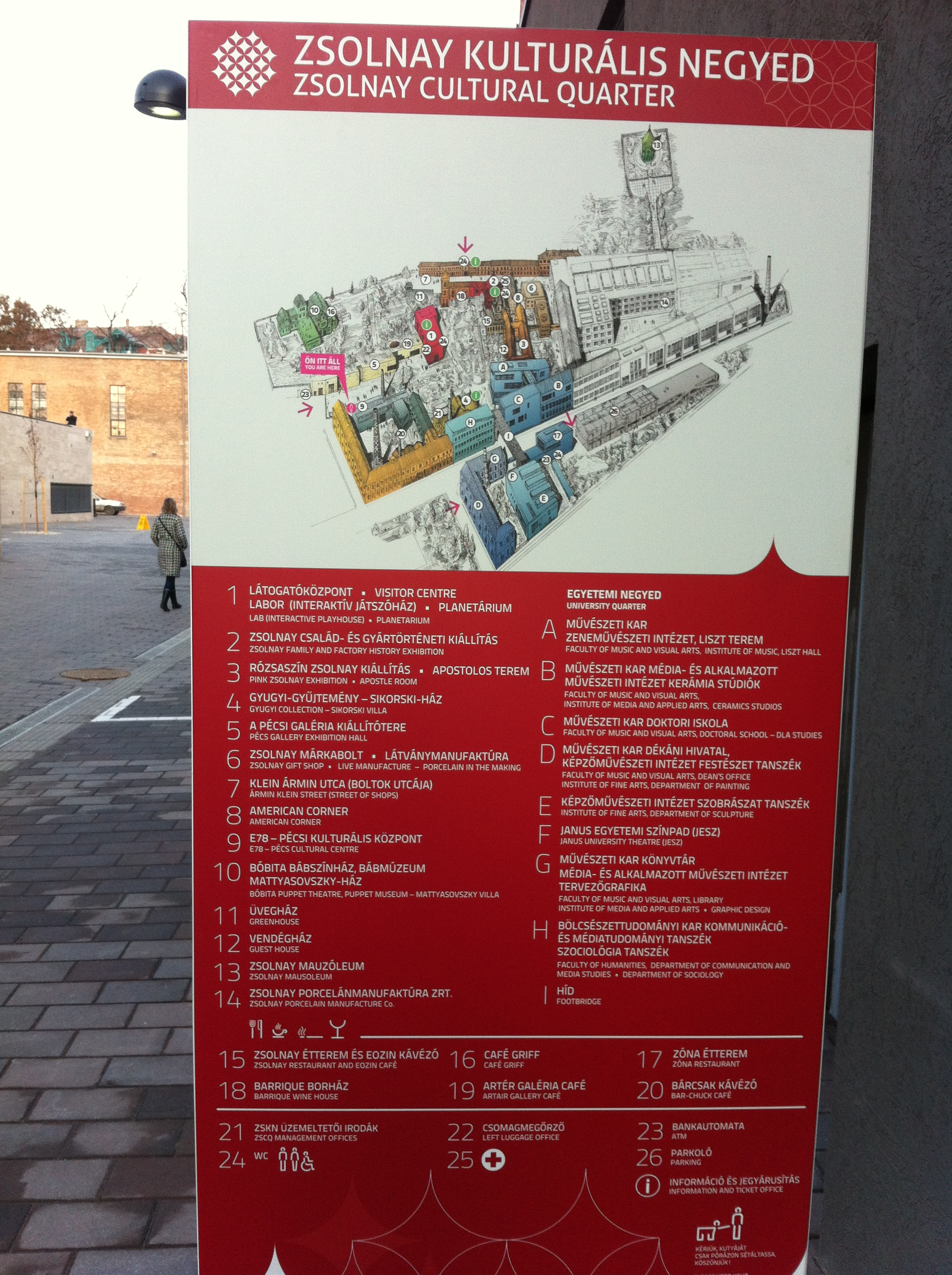
Információs térkép a negyed nyugati főbejáratánál
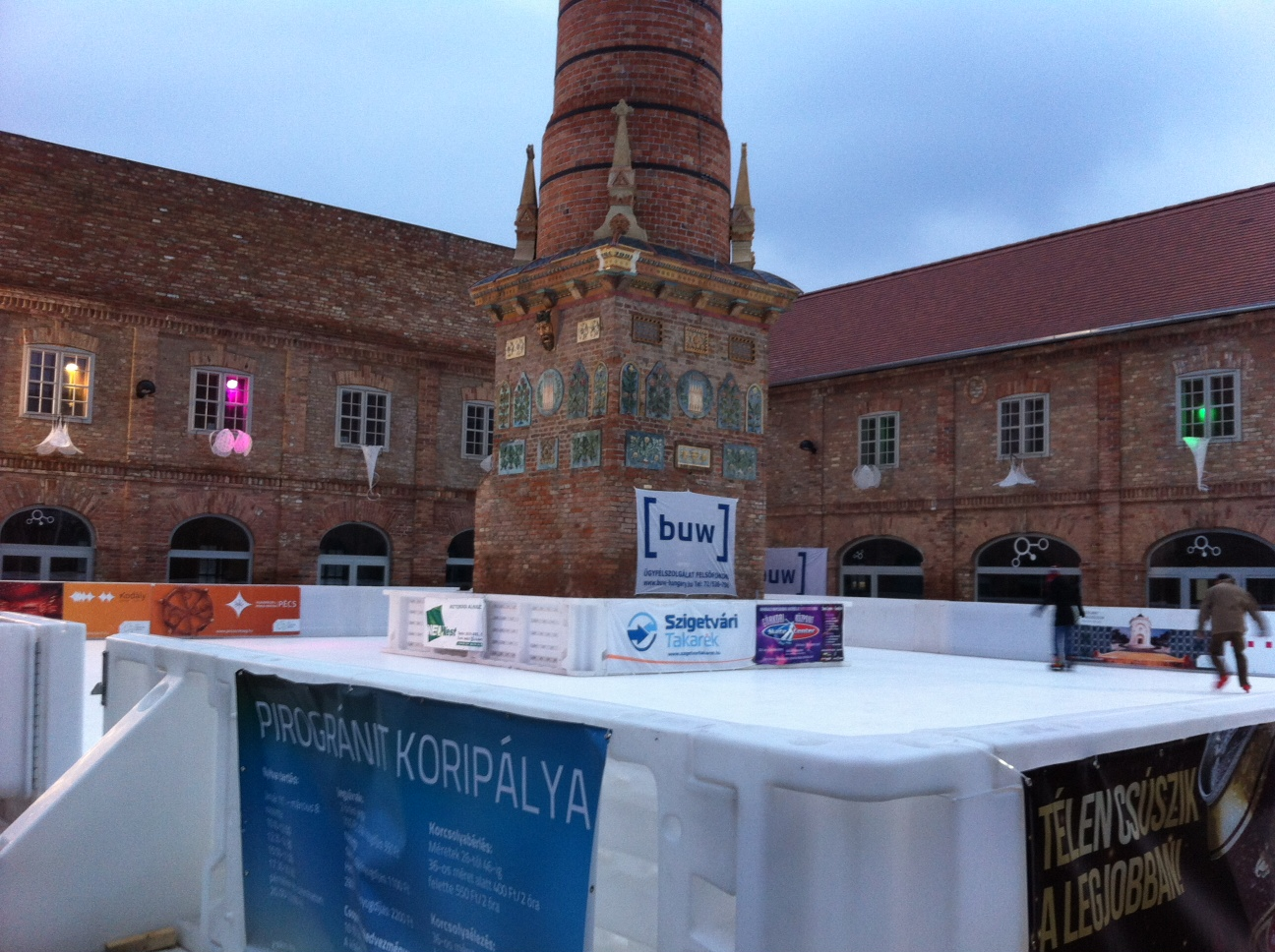
Polimer panelekből épült korcsolyapálya a Zsolnay Kulturális Negyed Pirogránit udvarán (2013. január)
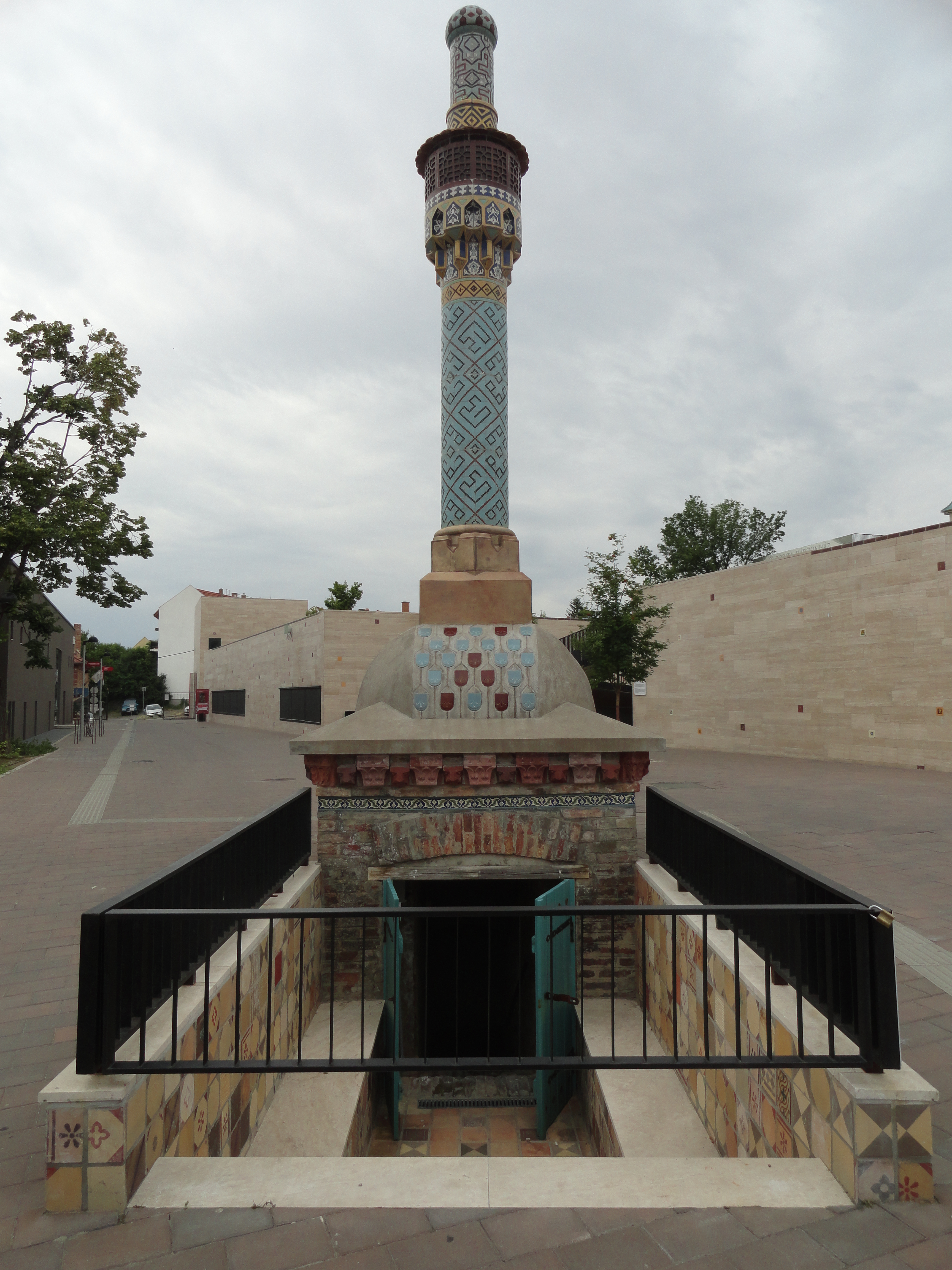
Jégverem
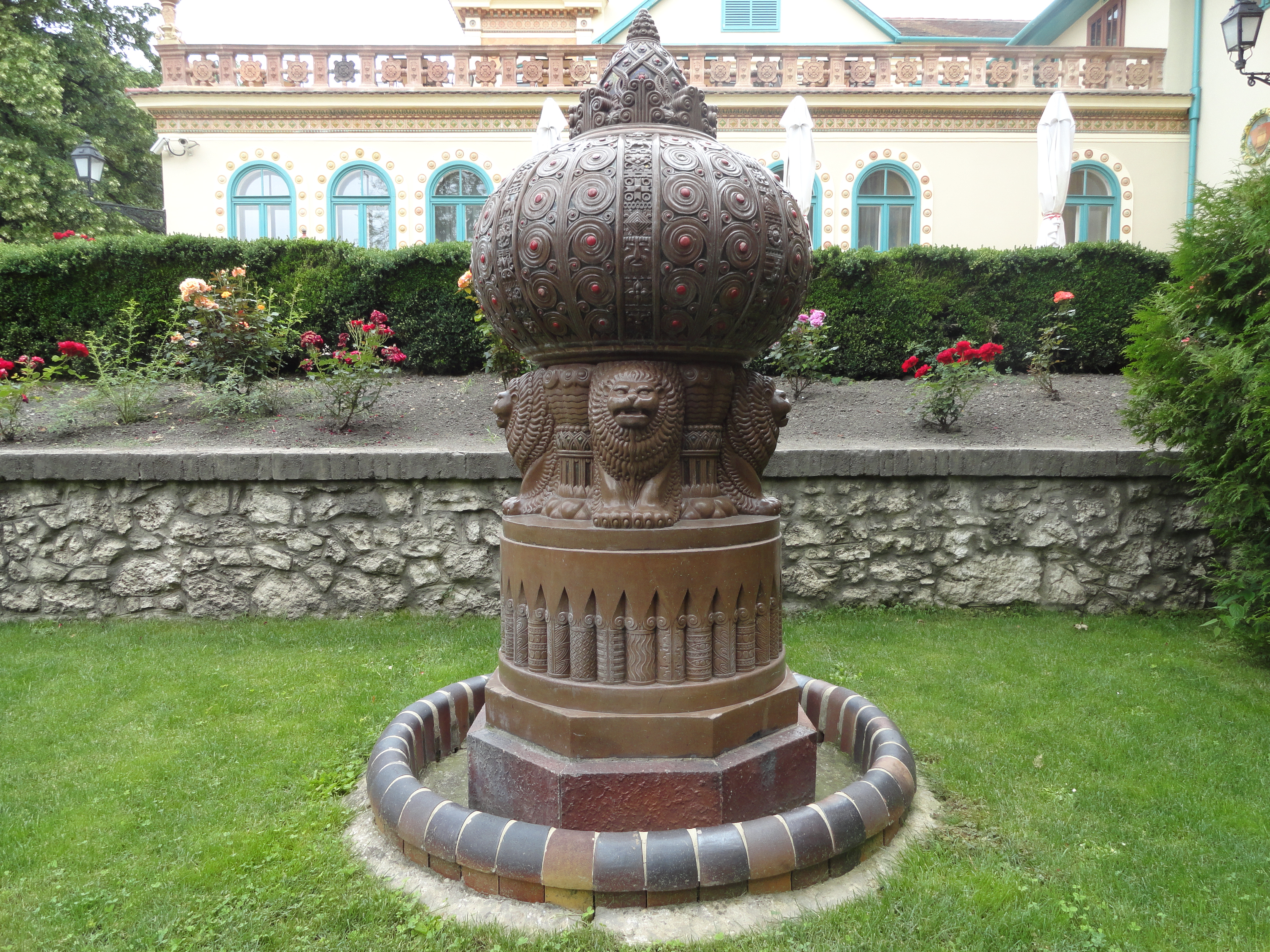
Világalma
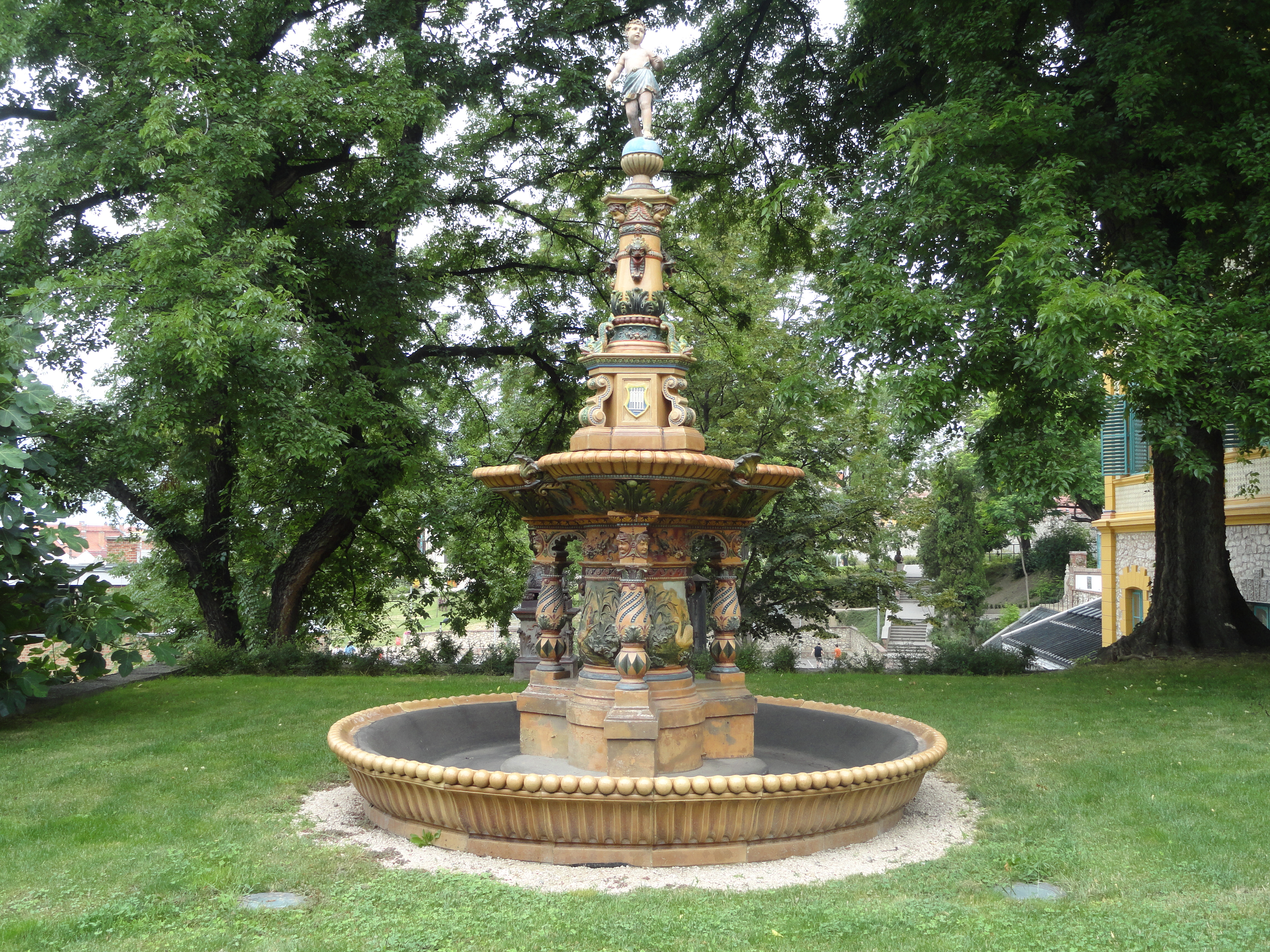
Herkules kút
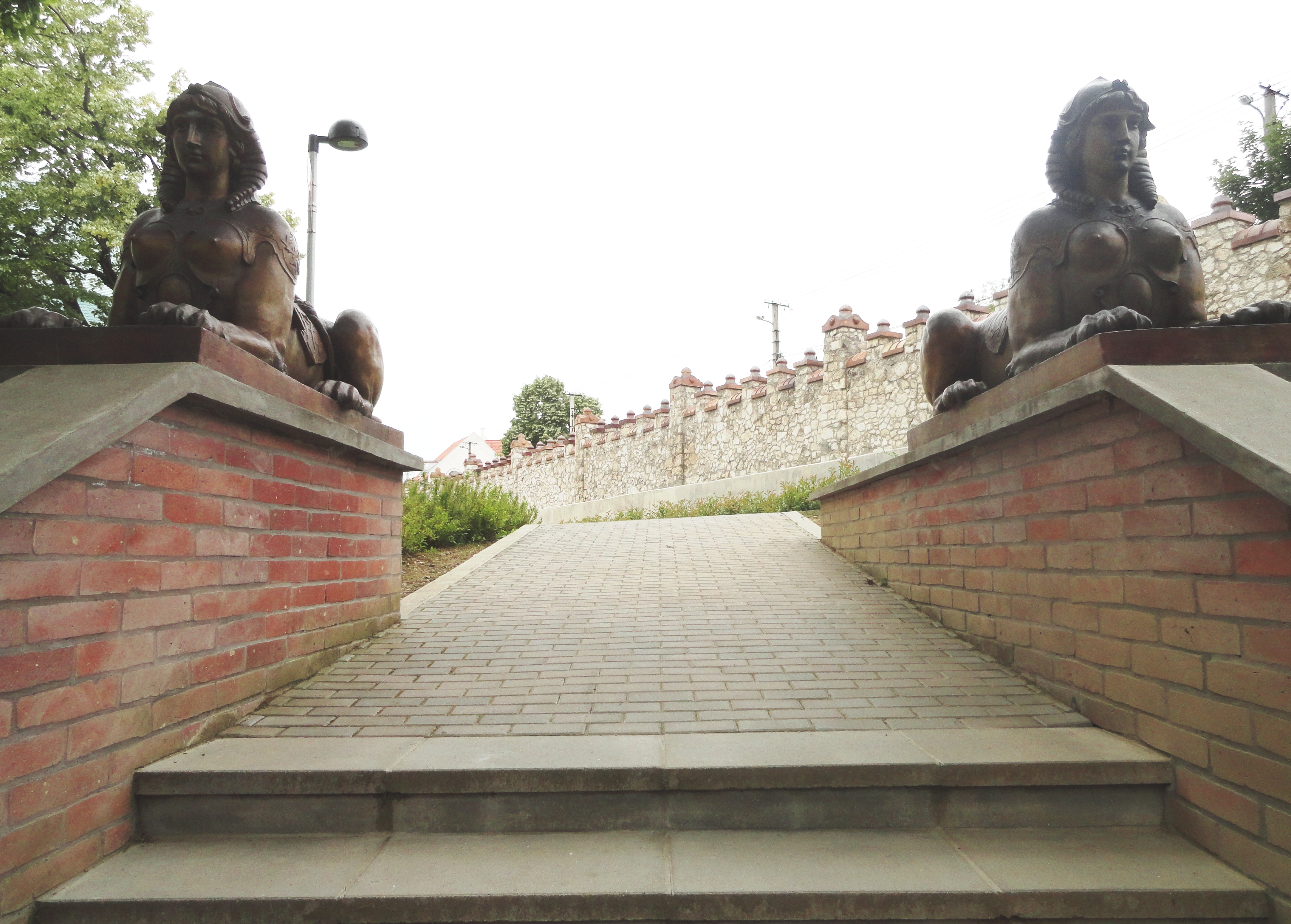
Szfinxek a Bóbita Bábszínház felé vezető úton
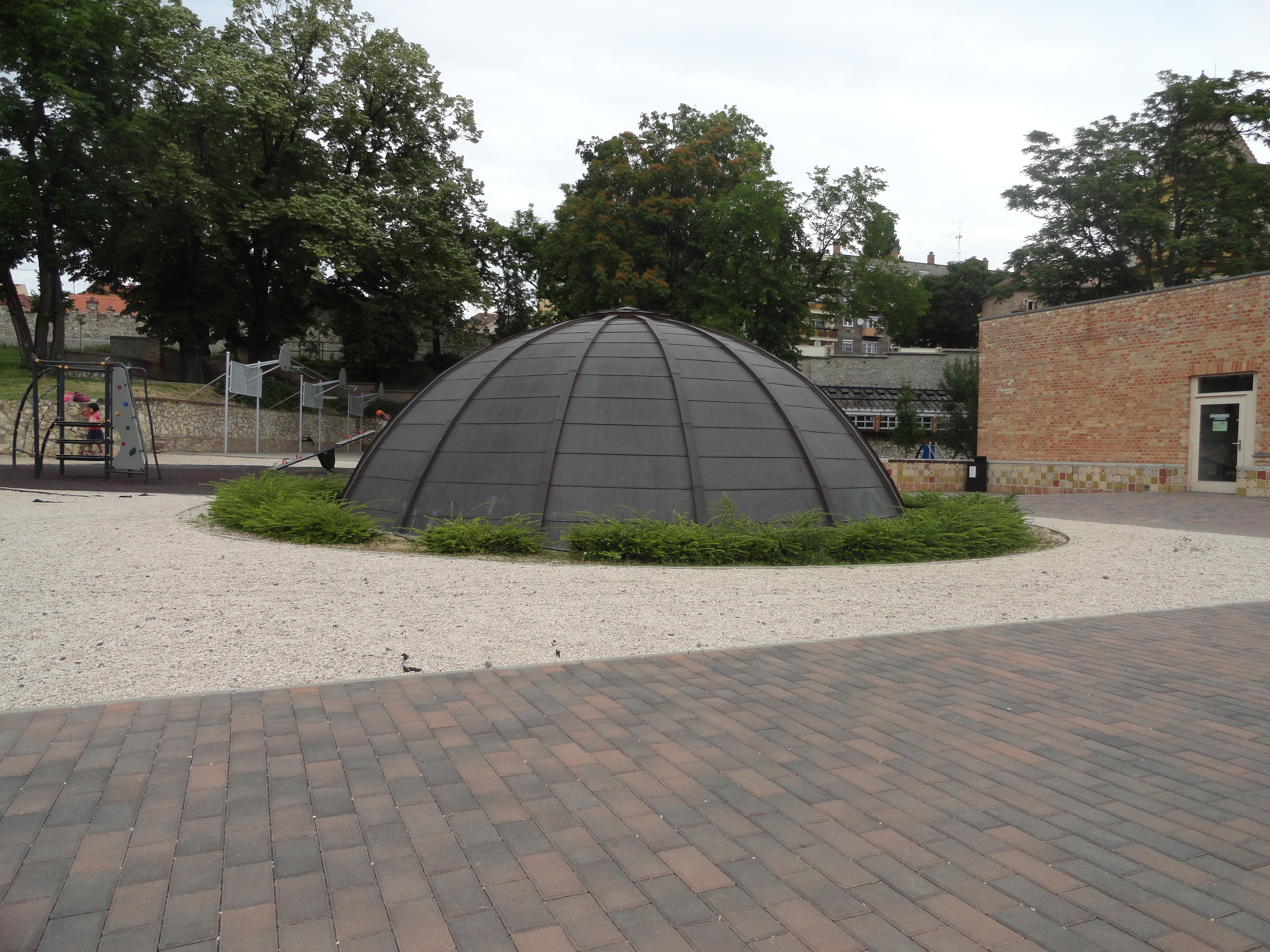
Planetárium
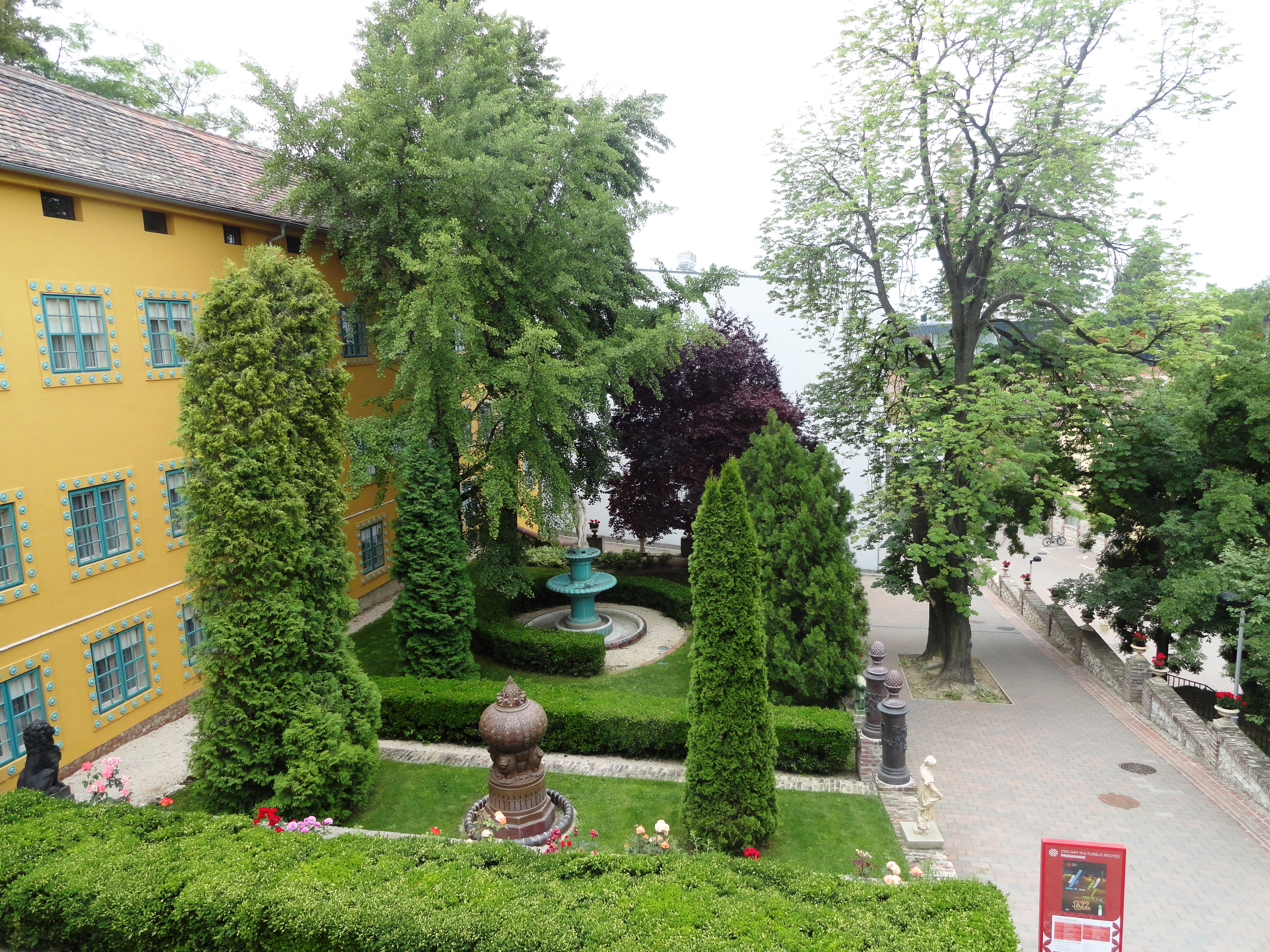
A Világalmát körülölelő kert
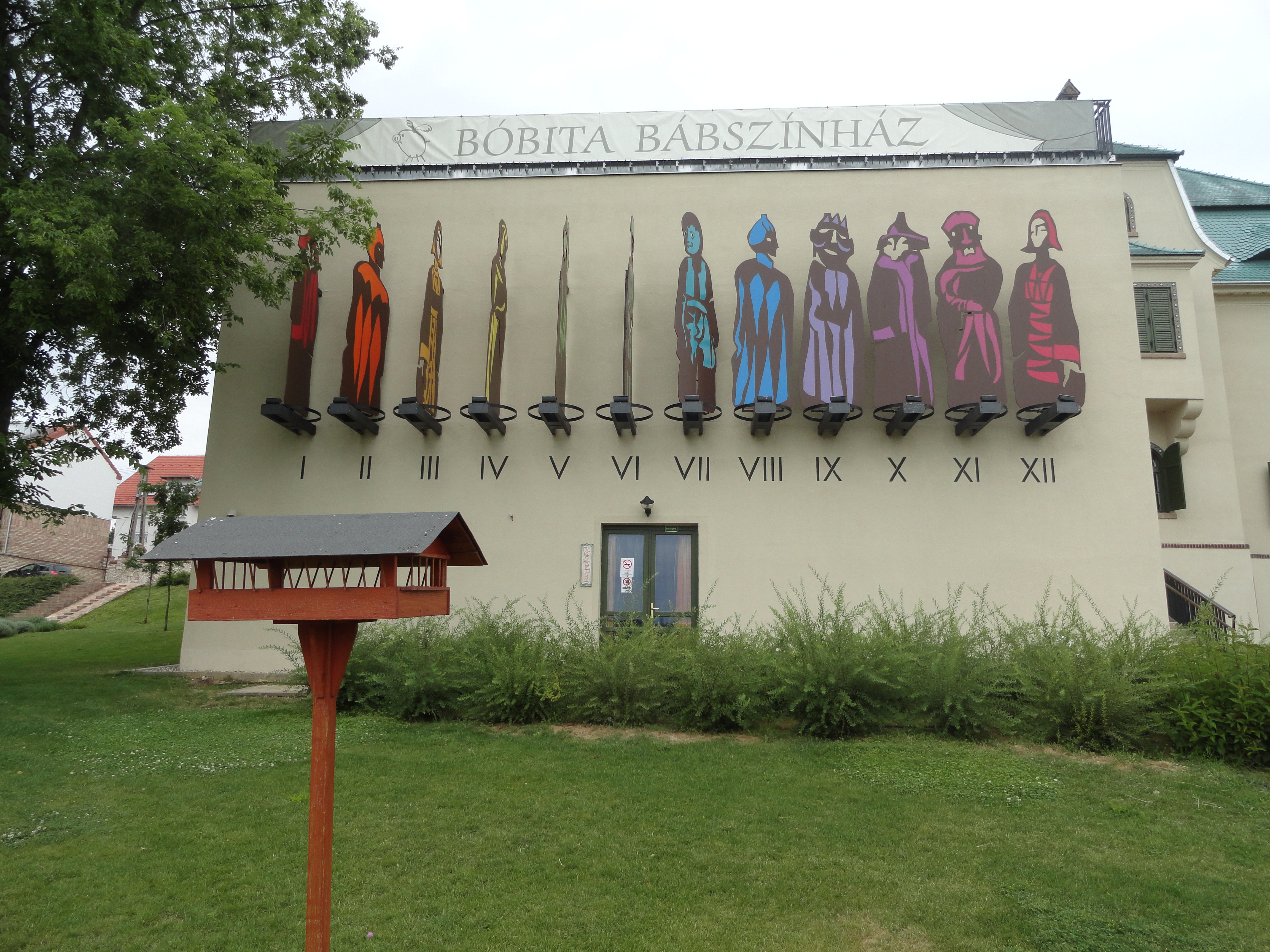
Bóbita Bábszínház épületének napórája
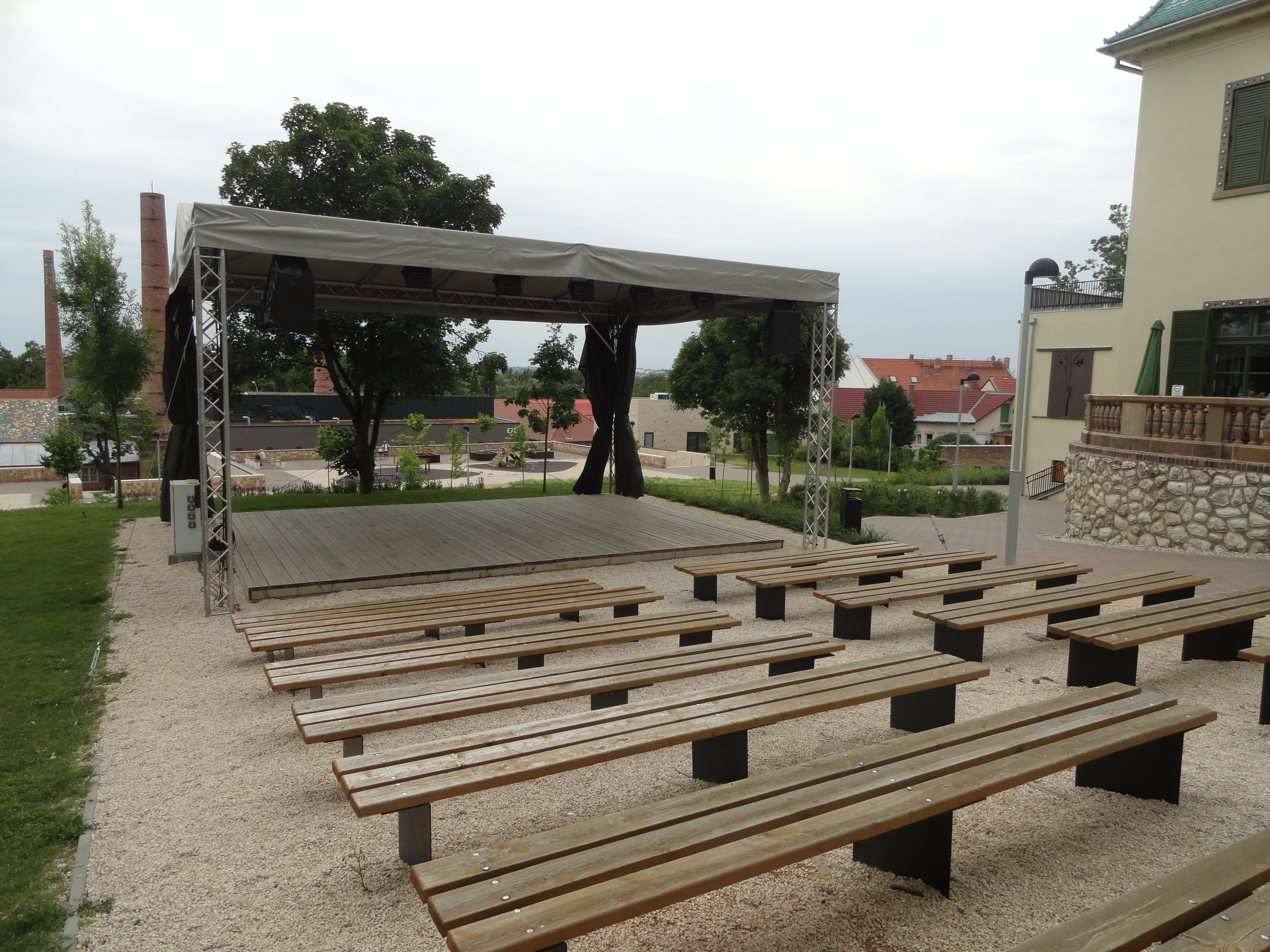
Bóbita Bábszínház kültéri színpadja
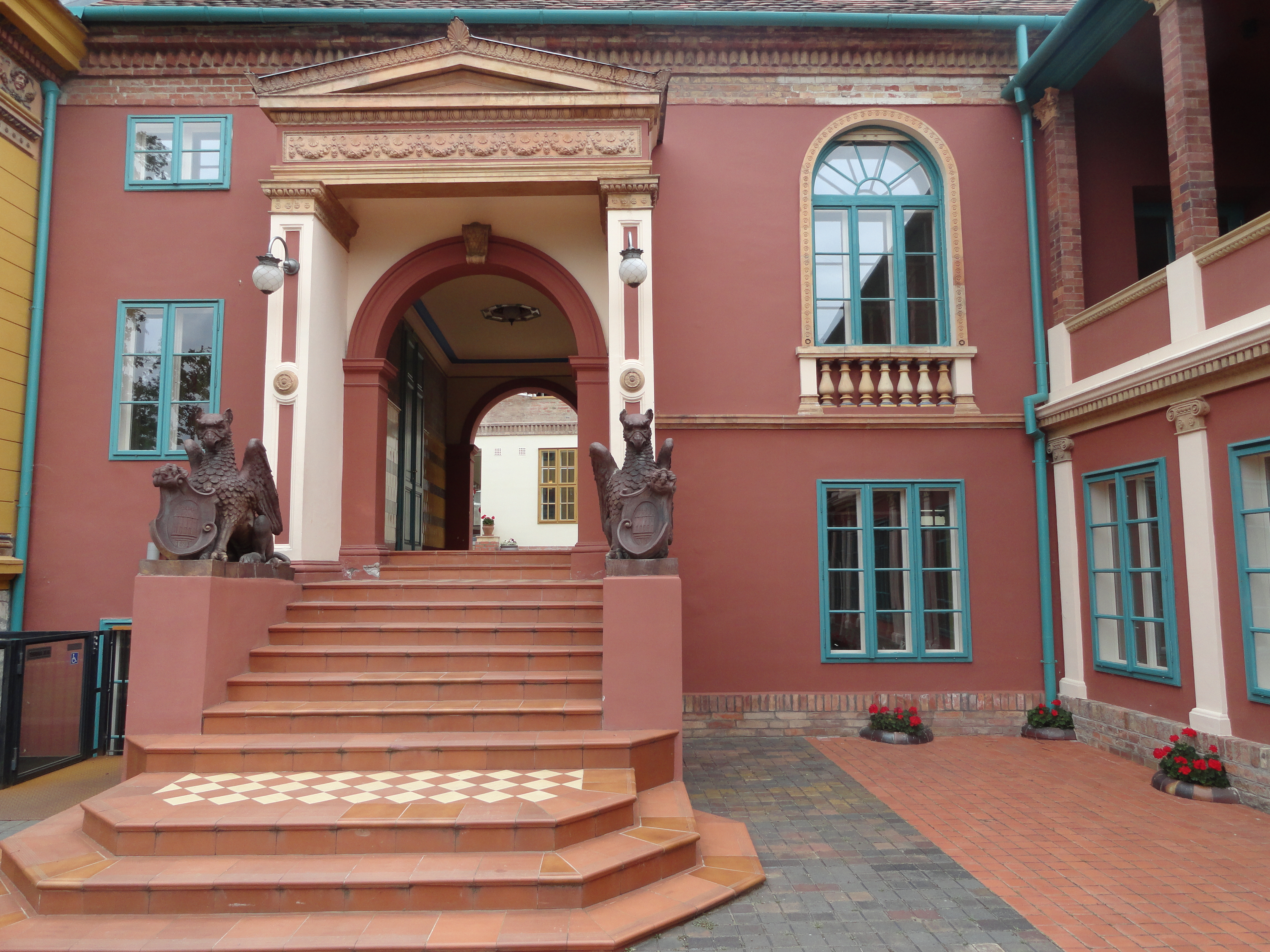
Griffek
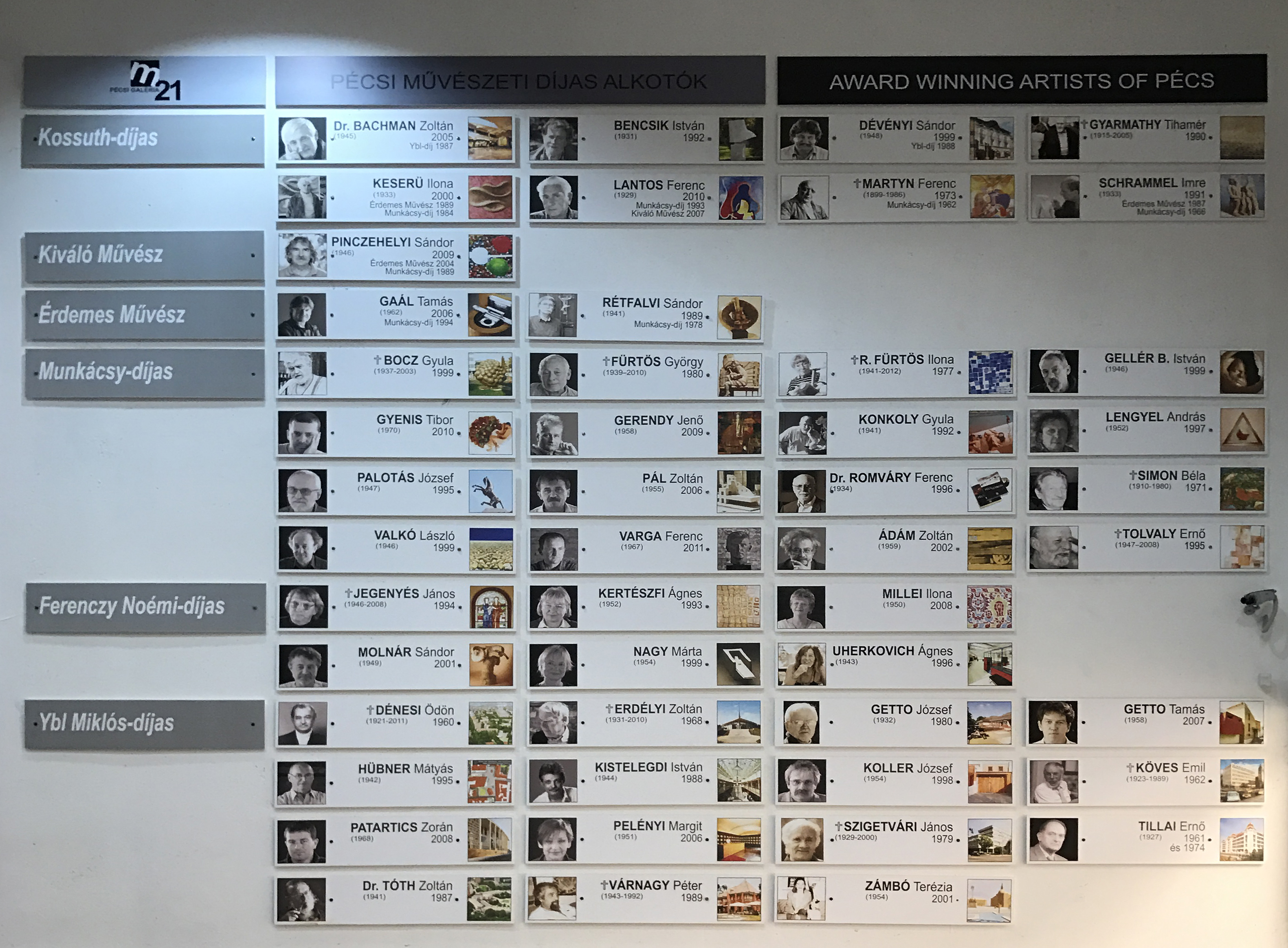
Pécs művészeti díjas alkotóinak dicsőségfala az m21 Galéria előterében